# クレヨンしんちゃん
『クレヨンしんちゃん』（Crayon Shin-chan）は、臼井儀人による日本のギャグ漫画。1990年、『漫画アクション』（双葉社）において連載を開始し、2000年に『まんがタウン』へ移籍。「臼井儀人＆UYスタジオ」名義で2010年から連載された『新クレヨンしんちゃん』も記載する。略称は「しんちゃん」「クレしん」。

## 概要
マイペースな5歳の幼稚園児の野原しんのすけを主人公に、両親をはじめ周囲の大人たちが、主人公の巻き起こす騒動に振り回される日常を描いたギャグ漫画作品である。
1990年夏に双葉社『漫画アクション』で連載開始し、2000年から2024年1月までは『まんがタウン』（双葉社）で連載、現在は『まんがクレヨンしんちゃん.com』で連載中。また、過去には『まんがタウンオリジナル』（『まんがタウン』と統合）、『JOURすてきな主婦たち』にも連載。日本国外でも翻訳出版・アニメ放送・映画公開がされている。
1992年4月11日（アニメが放送開始する2日前）に単行本1巻を発売し、翌年の3月に累計発行部数が1000万部を突破した。2015年12月時点でコミックスと国内外の関連書籍を合わせた全世界累計発行部数は約1億4800万部（『クレヨンしんちゃん』は全50巻で5500万部、『新クレヨンしんちゃん』は既刊4巻で300万部とコミックス累計は5800万部、関連本は約2000万部、海外関連書籍は7000万部）を記録しており、双葉社の書籍としては最大の発行部数である。
また、単行本のサイズはA5（大判コミック）として発売される。文庫版や新書版も存在し、新書版の表紙のタイトルは「○○編」（例：シロ編）と表記されている。
アニメの影響で子供向け漫画のイメージが強いが、一貫して青年漫画誌およびレディースコミックで連載されている青年漫画である。これについて漫画評論家村上知彦は「大人の建前のナンセンスさを浮き彫りにする面白さや、主人公の可愛らしさと本音をズバリと言う爽やかさが、青年誌の読者だけでなく子供や若い女性にも受け入れられた」と解説している。
2016年5月18日よりNHN comico運営のウェブコミック『comico PLUS』でも配信を開始している。
2023年11月、連載誌「まんがタウン」が同年12月5日発売の2024年1月号で廃刊（休刊）することが公式サイトで発表された。今後は「まんがクレヨンしんちゃん.com」公式サイトにて新作連載が引き継がれ、コミックス、関連書籍等も従来通り刊行する。
人気獲得までの経緯
臼井儀人のデビュー作『だらくやストア物語』のスピンオフとして始めた作品が本作品である。野原しんのすけの名前はだらくやの主人公・二階堂信之介が由来で、彼の破天荒な子供時代を派生させたものでもあった。
連載当初は目立った反響はなく、打ち切り寸前の状態だったが、1992年4月からアニメ放送が開始された影響で原作も人気が上がり、書店では大人の他に小学生くらいの子供が単行本を購入するといった、大人向けの漫画としては珍しい光景もあった。テレビアニメ放送初期は子供に真似されることが問題視され、賛否両論を呼ぶことになった（詳細は「クレヨンしんちゃん (アニメ)」を参照）。
野原家の変化
連載開始当初がバブル景気であった1990年では、野原家はやや貧乏な家というイメージであったが、21世紀を迎えた現在では、中間管理職の父親野原ひろしと専業主婦の母親野原みさえの4人核家族という、やや裕福な家庭というイメージに変化している。
作者の死去
2009年9月に作者の臼井が事故で急死し（詳細は「臼井儀人#不慮の死」を参照）、絶筆作品となったが、原稿には臼井の死後に発見された遺稿を含めて幾らかのストックがあり、連載は2010年2月発売の『まんがタウン』2010年3月号まで続けられた（第1126話が最終回）。
2009年末に、2010年夏を目標に別の作家による新連載の準備を行っている事も発表された。2010年6月号より8月号まで「クレヨンしんちゃんメモリアル」として過去の作品が再掲され、9月号より臼井の元スタッフによる新連載『新クレヨンしんちゃん』が始まった。

## 構成
1話のページ数は決まっており、初期は3ページ、中盤以降・『新クレヨンしんちゃん』は4ページとなっている。また、最初の話から8ページ程度はカラー刷りである。原則的に番外編を除けば各話にタイトルは付いてないが、原作では「○○編」（例：オラと母ちゃんはおともだちなのヨ編）という、いわゆる「章」にあたる区切りがあり、一話ごとに「その○」とナンバリングがされている。『新クレヨンしんちゃん』では連載した開始時点から「vol. ○○○」とナンバリングがされ、単行本では1巻から振り分けられ、2巻以降は前巻から続く形となっている。

## 連載・作風
子供に堂々と見せられるマンガを書こうと臼井が考えたのが本作の出発点である。臼井は自分の子供が成長するにつれ、自分の漫画を見られるのが恥ずかしくなった。子供か動物が主人公のものであれば子供に安心して見せられると考えたが、臼井は動物を飼育した経験がなかったため、子供を主人公とした。しかしマスコット的なキャラクターも必要と感じたのか、後に飼い犬を登場させた。
野原一家は臼井とその家族に着想を得て作られており、しんのすけは臼井の子供と臼井自身の子供時代がベースとなっている。臼井の妻が子供を叱る怖い姿や、子供の必死な言い訳などのやりとりはしんのすけとみさえの関係に投影されているほか、怠惰なひろしは自分自身であると臼井は語っている。
本作の連載が始まってしばらく経ったころ、クリスチャンが無料で聖書を教える活動をしていたのを機に、臼井は聖書の勉強を始めた。当初はマンガ（もしくは次回作）のネタにするつもりで始めたが、聖書の教えを実践すると夫婦喧嘩が減り、家庭円満になったことを実感した。臼井一家の変化は野原一家に投影され、作中で家族愛、人間愛、夫婦愛を背景に描く内容が増えることになる。臼井は、このことで本作は単なるギャグマンガではなくなったと回想している。
臼井によれば、本作は人間の不完全さや愚かさを描いているという。臼井はそれらに笑いを加え滑稽にするが、最後には愚かさに気づき、反省したり愛情を示しあったりする。実際の人間社会でも失敗の後反省が行われ、時間がたつとそのことを忘れて失敗することを繰り返すと臼井は指摘する。
原型となったのは、同誌に連載された臼井のデビュー作『だらくやストア物語』で、この中で展開されただらくや社長・二階堂信之介の一代記シリーズ幼年編が好評だったため、このキャラクターを発展させて放埒な幼児を主人公としたものが本作である。
元の本誌が青年向けの「漫画アクション」だったこともあり、初期は「プロレスごっこ」「スキン」「チョコの箱」「ホテル」「キャバクラ」または直接的な性的表現も存在した他、「ベルリンの壁」「天安門広場」、宅配ピザの店名が『チッチョリーナ』と当時人気だったイタリアのポルノ女優の名前を付けたり。園長の登場を園児が地上げ屋と勘違いし「幼稚園が地価高騰の波に晒される」というセリフが登場するなど、当時の世界情勢・日本社会を皮肉ったエピソードなども描かれた。その後、徐々に露骨な表現は薄まったが、当時の日本の世相や有名人を扱ったネタは一貫して描かれ続けた。
掲載の初期から相当期間はしんのすけの視点での描写は少なく、大半はみさえかひろしにしんのすけが絡んでドタバタを繰り広げるパターンや、日常を過ごしている一般人の前にひょんな事からしんのすけが現れ、厄介事に発展してしまうパターンを主体に、しんのすけによって進退窮まってしまうというブラックユーモア色の強い内容であった。
その後、徐々にホームコメディへと路線変更され、2006年頃からは1話完結のギャグ漫画要素が薄まり、連続ストーリーとなることが増え始めた。2007年の連載では、まつざか梅の交際相手・行田徳郎がテロに巻き込まれて死亡し、それを知った梅がショックから自暴自棄になり、果ては自殺を図ろうとするという、従来よりも重苦しい展開のストーリー（詳細は#まつざか先生編を参照）が描かれ、読者の間で波紋を呼んだ。野原一家は連載開始当時の平凡な家庭像であったが、その後の日本経済の低迷の影響で富裕層と化している。

### パロディ
本作の原作及びアニメでは、作中に様々なジャンルのパロディが散りばめられており、実在の商業施設や企業、商品名も頻繁にパロディ化されている。そのうちイトーヨーカドー春日部店は、期間限定で屋号を「サトーココノカドー」へ変更する企画を度々行なっている。また逆に本作ゲーム内にてイトーヨーカドーが実名で登場するコラボも行われている。詳細は「#コラボレーション」を参照。

## 社会的影響・商業展開

### イメージキャラクター

春日部市立春日部第1児童センター「エンゼル・ドーム」内に設置された
「クレヨンしんちゃん」のモニュメント
（2013年7月8日　左からひまわり、しんのすけ、シロ）

本作の舞台が埼玉県春日部市であることから、2003年10月に同市のイメージキャラクターとして採用され、2004年4月6日には同市市制50周年記念事業の一環で双葉社やクレヨンの語呂に由来する架空の「春日部市双葉町904」を住所として野原家の住民登録を実施している。また、野原家を埼玉県子育て応援団特別団員として、2009年度より春日部市の「子育て応援キャラクター」、2010年度からは同市の魅力をPRする「まちの案内人」として起用している。さらには「彩の国まごころ国体（2004年埼玉国体）」・「彩夏到来08埼玉総体（2008年埼玉高校総体）」の春日部市イメージキャラクターにも起用している。2013年7月8日には、春日部市立春日部第1児童センター「エンゼル・ドーム」の敷地内に、しんのすけ・ひまわり・シロと、かすかべ防衛隊（風間くん・ネネちゃん・マサオくん・ボーちゃん）のモニュメントが設置された。2017年末から2018年初頭にかけては、春日部駅の西口にはクレヨンしんちゃんオリジナルデザインの駅名看板も設置された。
舞台の沿線である東武鉄道と双葉社・テレビ朝日のタイアップとして『クレヨンしんちゃん』のキャラクターがデザインされたパスネット（SFとーぶカード）を販売したり、特急スペーシア「きぬ」・「けごん」に装飾を施した「クレヨンしんちゃん号」を運行した。2016年11月には東京メトロ半蔵門線・東急田園都市線直通用の50050型電車を使用したクレヨンしんちゃんラッピング列車および春バスによるクレヨンしんちゃんラッピングバスが運行を開始した。また、春日部駅の発車メロディーに『オラはにんきもの』が使用されている。なお、劇中でも伊勢崎線と野田線が頻繁に登場しているほか、ひろしの勤務先が東京都内の霞ケ関駅近辺にある関係で、直通先の東京メトロ日比谷線も登場することがある。

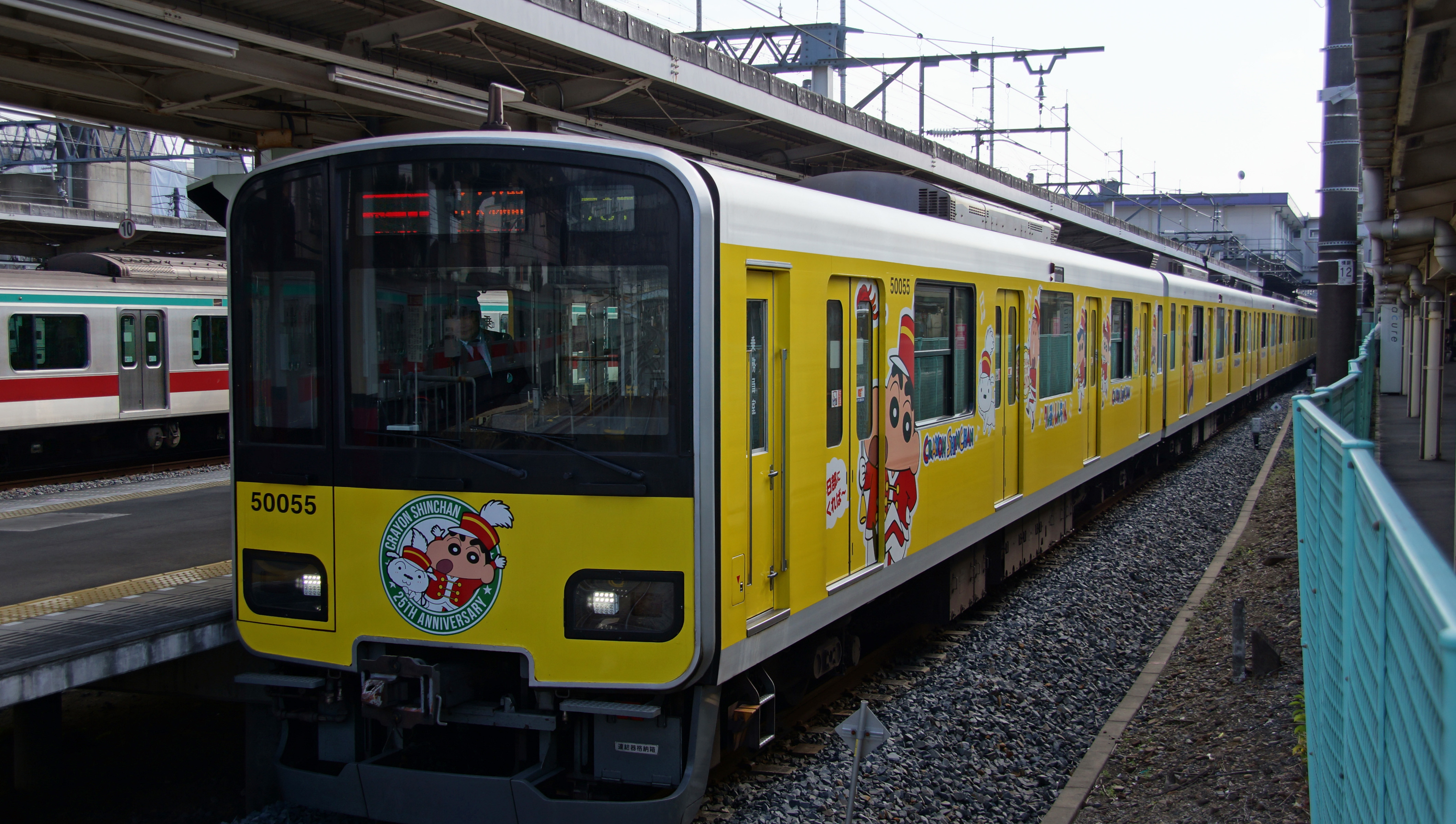
東武鉄道しんちゃん列車 （東武・久喜駅）
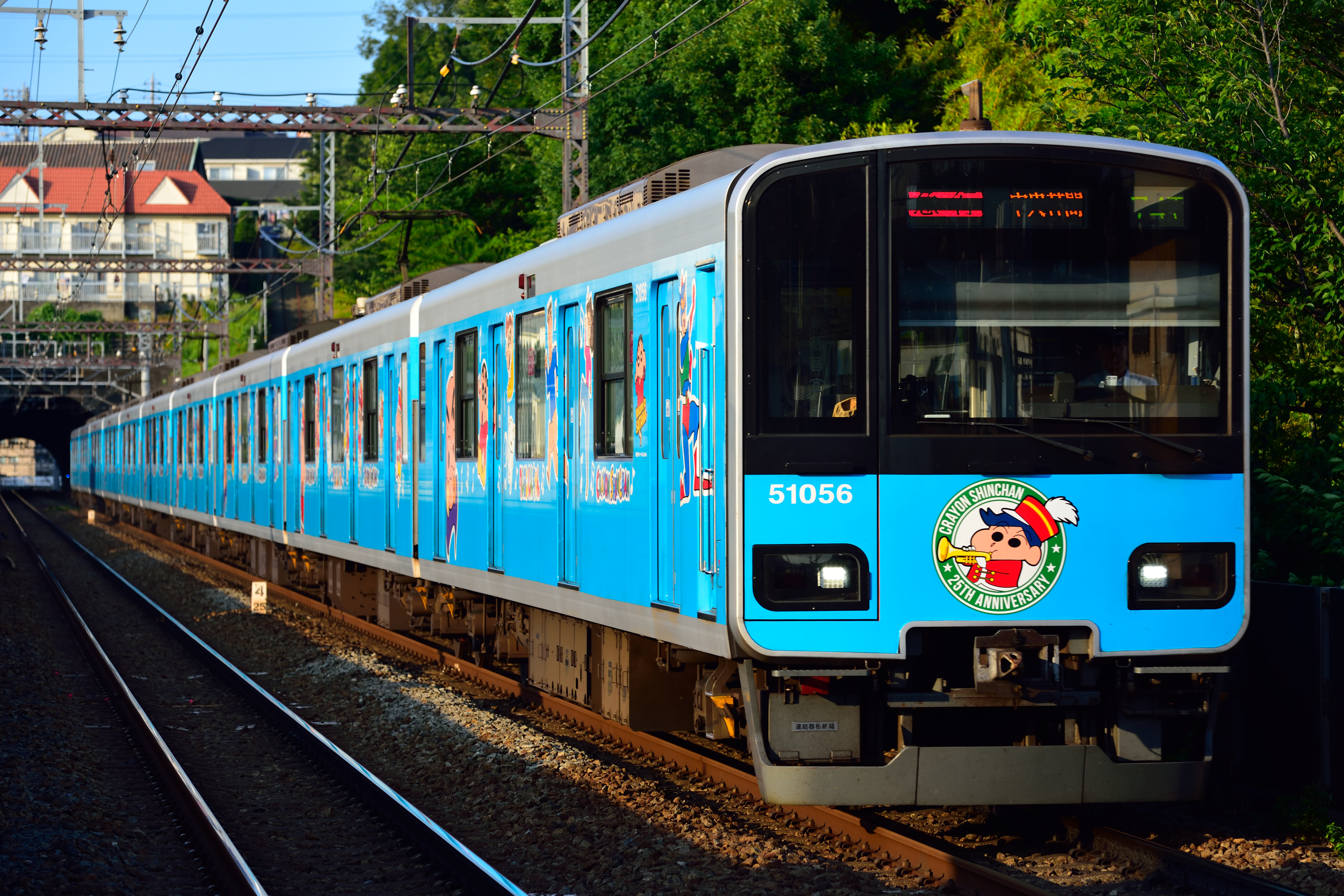
風間くん仕様 （東急・田奈駅）
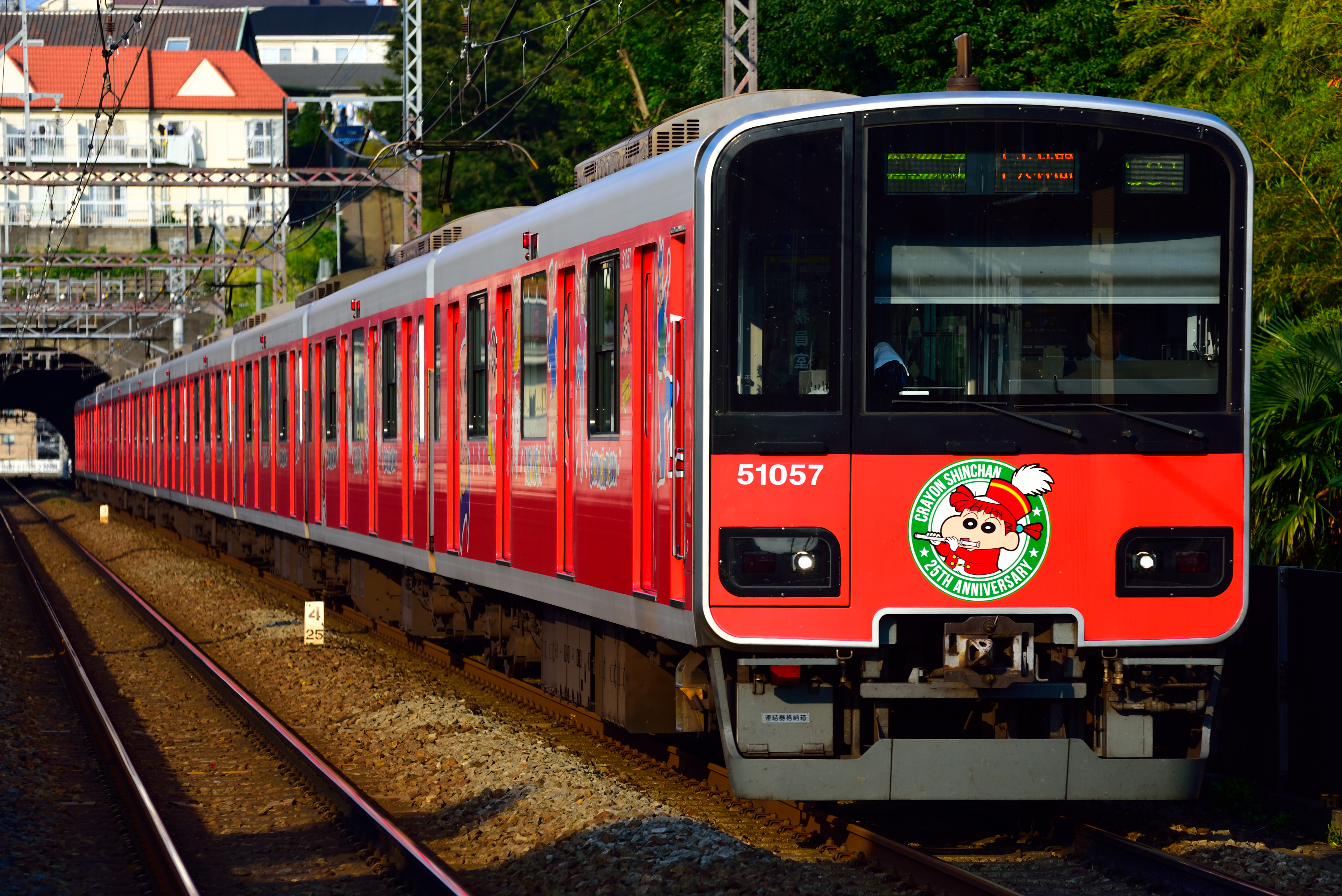
ネネちゃん仕様 （東急・田奈駅）
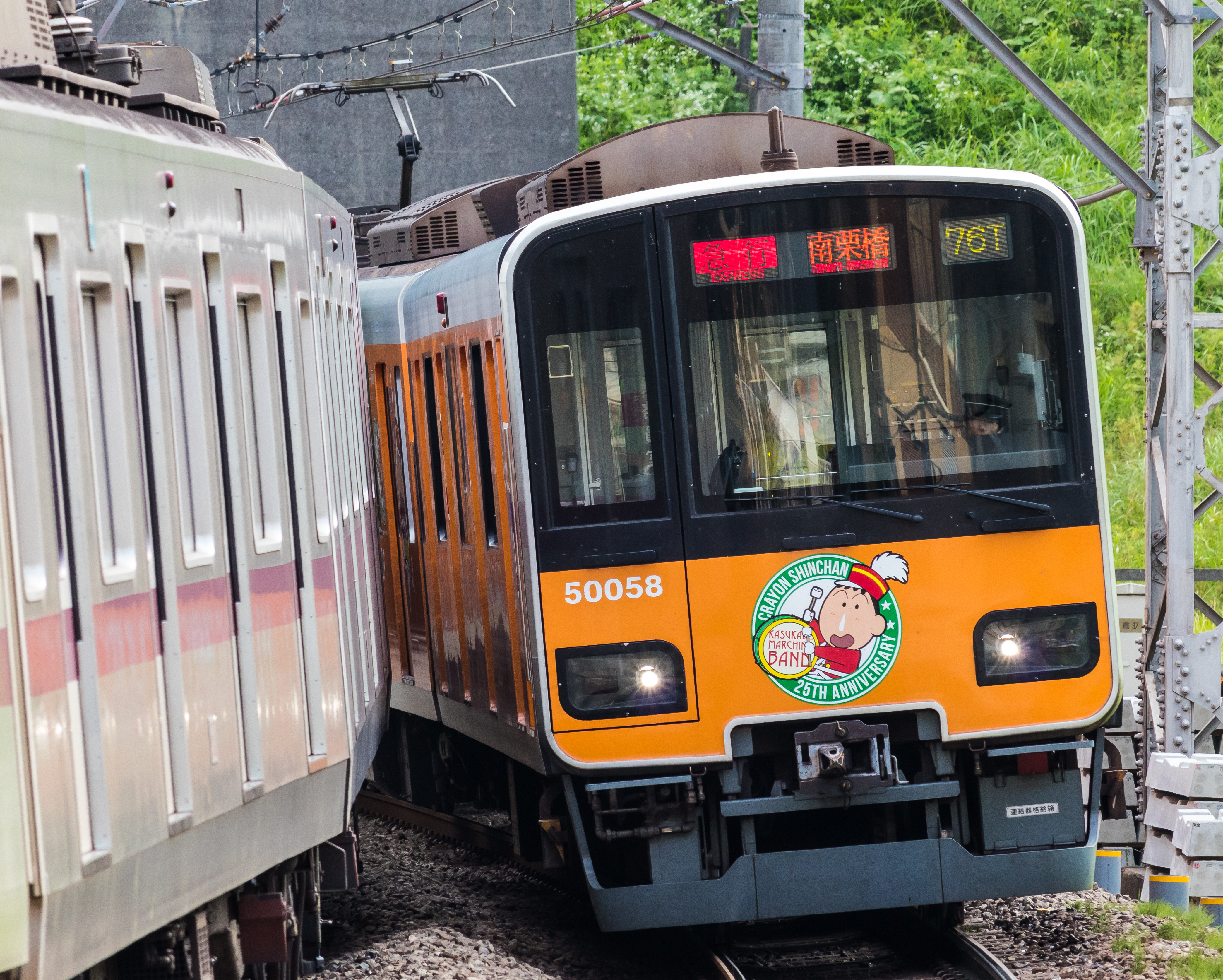
ボーちゃん仕様 （東急・たまプラーザ駅）
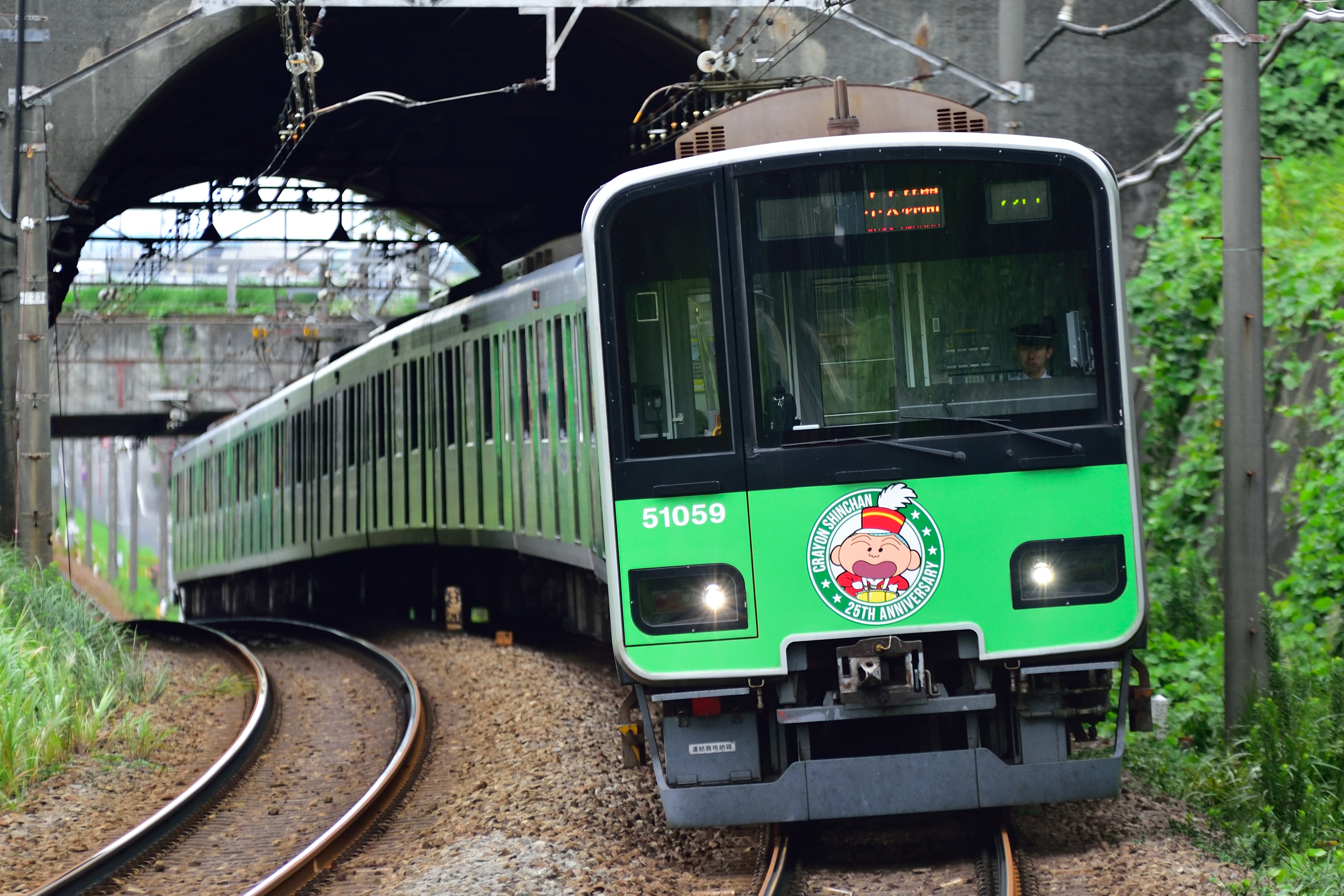
マサオくん仕様 （東急・すずかけ台駅）

その他、春日部観光バスでは、「クレヨンしんちゃん」のキャラクターがデザインされた観光バス「クレヨンしんちゃんバス」を運行している。
2000年代中頃には社団法人三重県観光連盟の観光イメージアップキャラクターに選定され、当時のキャッチコピーは「おもてなし王国 三重県」であった。また、作中においてもひろしが同県に出張するエピソードが描かれ、鳥羽水族館やミキモト真珠島、ナガシマスパーランド、ホテル花水木といった県内の施設が登場している。
2015年5月14日埼玉県の知名度アップのために起用され、県の「埼玉観光サポーター」に就任され、外国人向けとして英語版の「埼玉県観光パンフレット」等にも登場している。
2022年7月20日には本作品が契機となり、舞台となっている埼玉県、ひろしの出身地である秋田県、みさえの出身地である熊本県の3県が「家族都市」の協定を締結し、観光振興や地域活性化などで協力していくことを発表した。
ニッポンレンタカーやオロナイン液、レオハウス、JAにしうわ、ファミリーマート等のCMにも起用され、2024年7月時点ではクリクラ、ジョンソン・エンド・ジョンソン、すき家、センチュリー21、久光製薬等のCMに起用されている。日清シスコの「ごろっとグラノーラ」、ワイモバイルのCMにも1シーンのみだが出演している。

### コラボレーション
しんのすけが好物の菓子であるチョコビは様々な形で商品化され、最初にロッテは初代のチョコビとロイヤルチョコビ（アーモンド入り）を1993年5月26日に北海道・東北地区、同年7月12日から全国で発売した。この「チョコビ」はロッテが独自に開発したピーナッツチョコレートで当時ブームになっていた「クレヨンしんちゃん」とタイアップしたものである。劇中のチョコビとは全く別物だったものの、明治製菓の「きのこの山」「たけのこの里」を抜いてチョコスナック市場でシェア1位となり、発売から半年で20億円を売り上げるヒットとなったが、現在は終売した。なお、初期の頃にロッテのチョコスナックである「コアラのマーチ」が登場したことがある。
他にも、オリオンではは劇中のチョコビと同じ星型のラムネ菓子を、バンダイは当初スティック状のビスケットをそれぞれ発売していた。
2006年3月に東ハトとのコラボレーション商品として、本作のパッケージおよび菓子の形状を出来る限り忠実に再現したコーンスナックとして、2代目の「チョコビ」を発売した。2020年初頭の時点で累計出荷数2億個を突破している。
森永乳業は2014年から2017年まで映画とのコラボとして、アイス最中「チョコビアイス」を期間限定で発売していた。エースコックからは映画とのコラボで2018年に「ワンタンメン」、2021年には「わかめラーメン」が発売されている。また、2021年はほかに山崎製パンとのコラボで「焼きそばパン（薄皮パン風）」が発売された。2025年はなとりとのコラボで「チーズinかまぼこ」が発売している。
2011年7月30日、同じ埼玉県の所沢市に本拠地を置く埼玉西武ライオンズと共に、しんのすけが始球式に参加したり、ライオンズとのグッズを販売した。
2016年4月22日から4月30日まで、本作とスーパーロボット大戦シリーズ生誕25周年記念、映画最新作『クレヨンしんちゃん 爆睡!ユメミーワールド大突撃』公開のコラボとして、『スーパーロボット大戦X-Ω』に期間限定参戦作品として特別参戦した。
2020年4月1日には、京都府八幡市に本社を置く引越業の人力引越社（正式社名はキョウトプラス）とのコラボレーションを開始し、同社の引越用トラックの一部に野原家の登場人物をラッピングするなどの企画が行われている。
2021年4月1日には、ラブライブ!サンシャイン!!のAqoursとのコラボレーションを開始した（なお、本作品の劇場版には初代しんのすけ役だった矢島晶子が小原鞠莉の母親役で出演した）。また同年4月5日まで、ラブライブ!スクールアイドルフェスティバルでもコラボレーションイベントを実施した。

#### イトーヨーカドーとのコラボレーション

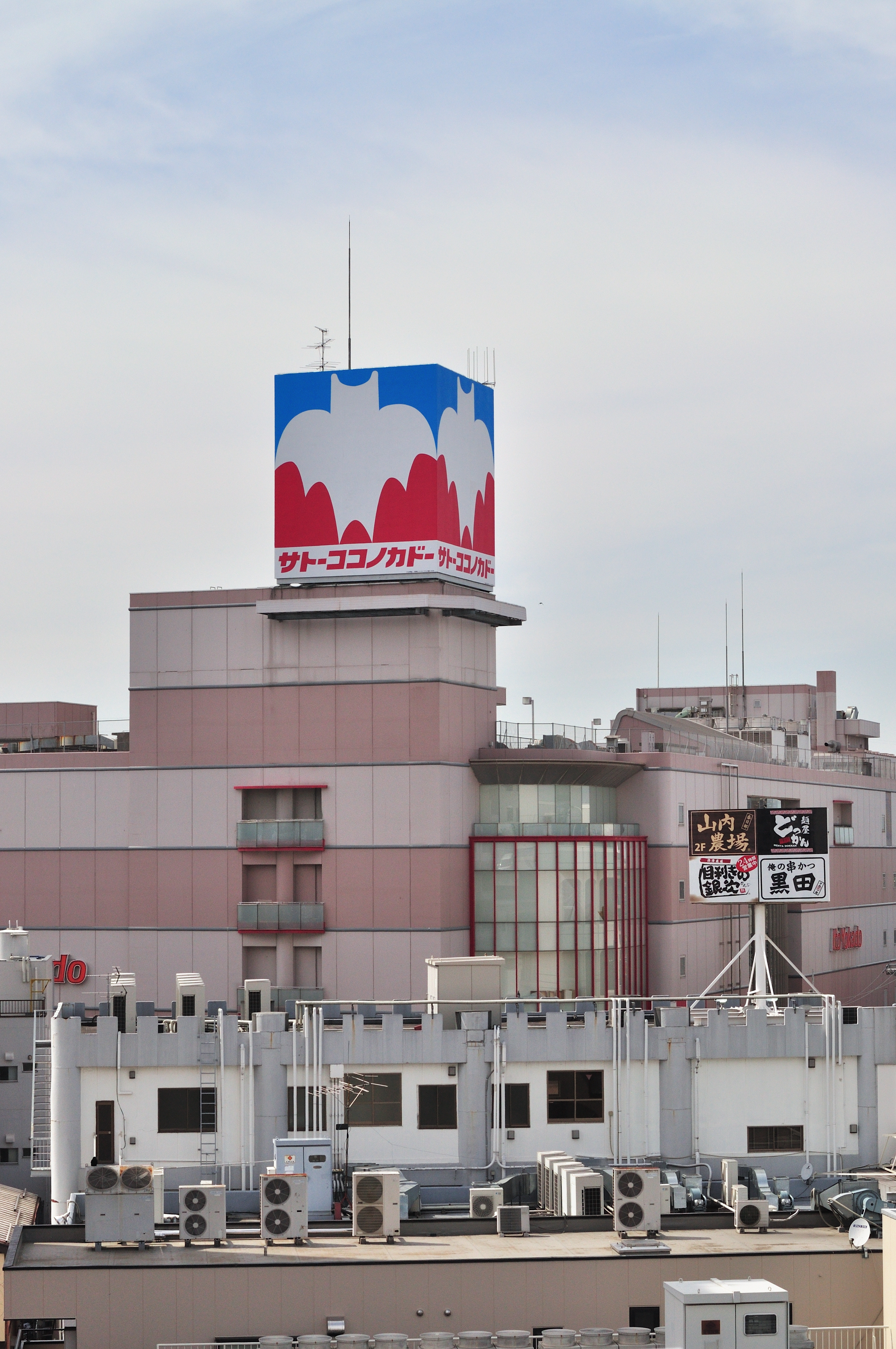
イトーヨーカドー春日部店の、クレヨンしんちゃん25周年記念コラボレーション屋上看板

本作に登場する商業施設「サトーココノカドー」は、埼玉県春日部市にあるイトーヨーカドー春日部店をモデルとしており、同店ではコラボレーション施策が何度か行われた。
2017年4月9日には、イトーヨーカドー春日部店が期間限定でサトーココノカドーにブランドを変更、屋上に掲げられた看板もお色直ししていた（画面参照）。また、「みさえ ザ・バーゲン」が4月8日より当店のほか、イオンモール春日部やララガーデン春日部と共に開催された。
2017年12月15日から2018年1月8日（会期中無休）には、イトーヨーカドー春日部店で『クレヨンしんちゃん展』が開催され、屋上の看板が再びサトーココノカドーにお色直しされた。また、「みさえ ザ・バーゲン」や「サトーココノカドー限定商品」の販売が県内のイトーヨーカドーでも開催された。
2018年4月11日には、映画公開記念として三度イトーヨーカドー春日部店をサトーココノカドーと変えて、グッズの販売やバーゲンセールが行われた。さらに、同様の施策は全国のイトーヨーカドー店舗でも展開された。また、同年7月21日に「アニメだ！埼玉　発信スタジオ」と称されるしんちゃんが県内ゆかりの漫画やアニメ作品を紹介するという常設の拠点が、イトーヨーカドー春日部店内に整備された。
イトーヨーカドー春日部店は2024年11月に閉店し、店内にあった『クレヨンしんちゃん』の展示物は2025年1月21日に春日部市役所と春日部駅前の観光案内所「ぷらっとかすかべ」に移設された（春日部市役所には野原家の4人のモニュメントを移設した上で愛犬シロのモニュメントを追加、観光案内所「ぷらっとかすかべ」には法被で帽子姿のしんちゃんとひまわりのモニュメントなどを移設）。

### オフィシャルショップ
2017年、東京駅一番街東京キャラクターストリートに「アクションデパート東京駅店」が開店し、劇中に登場するアクションデパートをイメージした店舗となっている。運営はキャラクターグッズの企画・製造・卸しの事業活動を行うスモール・プラネット。店名は「アクションデパート○○店」と表記されるが、ここでは「○○店」と表記する。
- 2017年7月25日、東京駅前東京駅一番街東京キャラクターストリートに「東京駅店」を常設1号店として開店。当作品としては世界初となる常設オフィシャルショップである[57]。
- 2017年10月27日、大阪梅田HEP FIVE に「大阪店」を常設2号店として開店。
- 2018年3月1日、札幌駅前パセオに「札幌店」を期間限定として開店し、後に常設店となった。
- 2018年6月29日、仙台駅前エスパル仙台店に「仙台店」を常設3号店として開店。
- 2020年3月20日、イオンモール沖縄ライカム4階に「沖縄店」を常設5号店として開店。
- 2020年11月20日、心斎橋PARCOに「心斎橋店」を常設6号店として開店。

### モデルケースとしての『クレヨンしんちゃん』
2006年4月から中学3年公民の教科書・補助教材3つに使用されることになった。中でも帝国書院は野原家の特性を活かし、「核家族の代表」として、親等図つきで正面から取り上げていた。
また、政治学者の佐藤信は、現代ビジネスに寄せた記事の中で「大都市移民1世」の例として、野原家を挙げている。

### その他
1993年には、『第44回NHK紅白歌合戦』のショーコーナー「1993ステージショー」でしんのすけが特別出演として「オラはにんきもの」を歌った。
2005年には、漫画15周年を記念し、「クレヨンしんちゃん誕生15周年元気!大作戦フェア05」を開催した。だが45巻には懸賞で漫画出演権に当選した大阪在住の男の子が出演していた。
野原一家はオリコンによる理想のファミリーランキングで3位を獲得した。
2007年4月8日付の日刊スポーツのコーナー『日曜のヒーロー・ヒロイン』ではクレヨンしんちゃん（野原しんのすけ）が特集された。漫画キャラクターが特集されたことはコーナー史上初。記事の内容は記者からの質問にしんのすけが答えるインタビュー形式として、シンエイ動画の茂木仁史チーフプロデューサーの話を元に日刊スポーツが構成している。
2010年5月、香港の地下鉄は初めてクレヨンしんちゃんの乗車券を発行した。

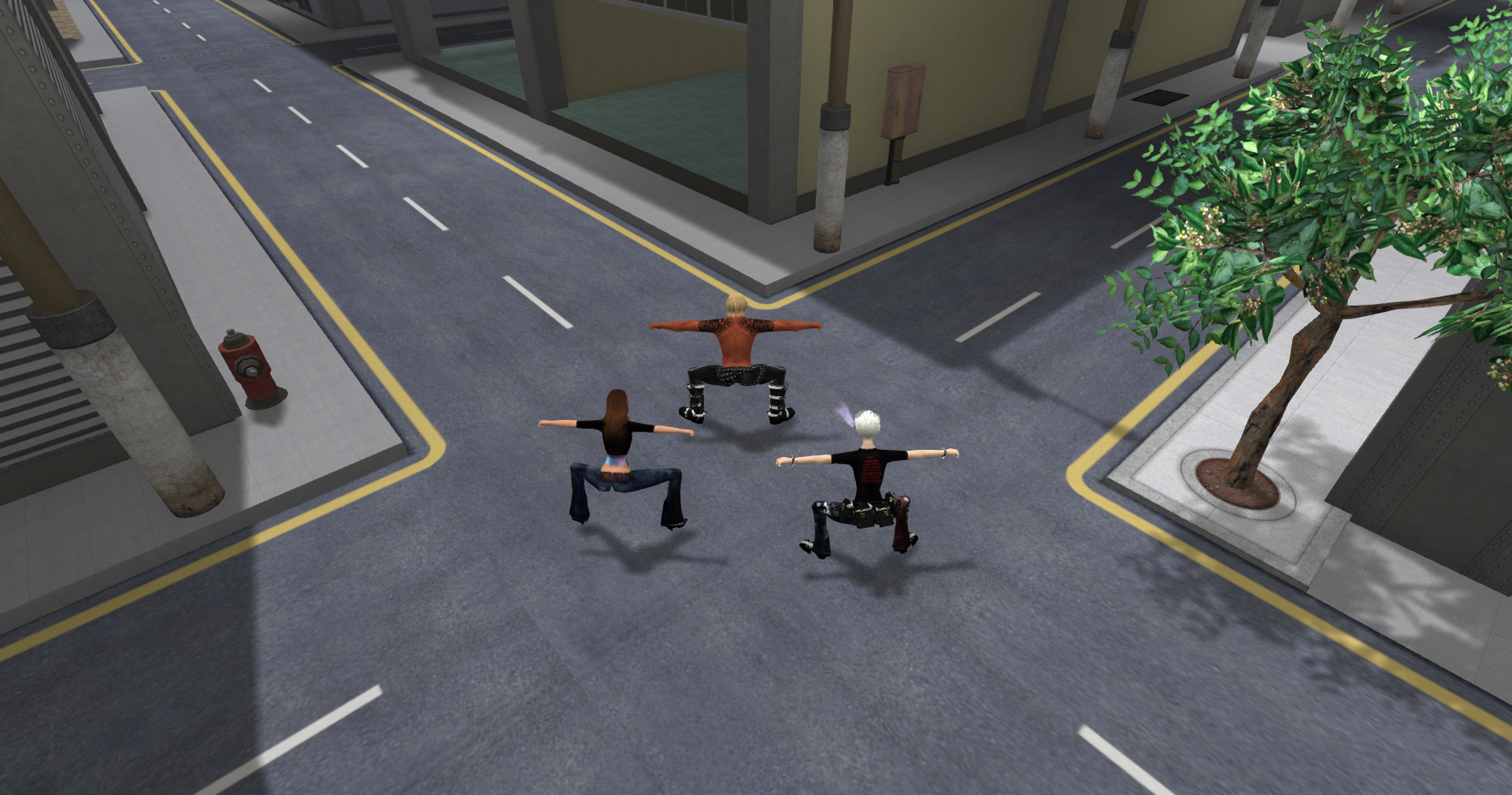
ぎふのポーズ（CG再現）

2023年年末、単行本47巻5ページにてしんのすけがJR東海道線岐阜駅ホームでポーズした「ぎふのポーズ」（後ろ向きに立ち、相撲の腰割りの構えに両腕を水平に拡げたポーズ）を、岐阜県揖斐郡揖斐川町の岐阜県道270号藤橋根尾線の交差点ライブカメラにて記念撮影するネットミームがX上にて流行し、県警からの要請にてライブカメラを撮影中止とする事態を引き起こした。

## 長編
本作はほとんどが1話から3話程度で終了する短編が多いが、次に挙げる項目に関しては、通常の生活と異なったものを含め一定期間まとまって連載・アニメで放映されたものを解説する。

### 野原みさえ免許取得編
毎日のように幼稚園の送迎バスに乗り遅れるしんのすけを自転車で送る生活に嫌気が差したみさえは、自動車免許の取得を決意する。教習所の教官・三木和目男からは厳しい口調で指導を受け続けたものの、しんのすけが同乗していたおかげで様々な幸運に恵まれ、どうにか免許を取得できた。ところが当初の目的とは裏腹に、しんのすけを幼稚園に乗せていく途中、高速道路から出られなくなり栃木まで行ってしまう。

### 野原ひろし単身赴任編
ある日、ひろしは大阪へ1か月間の単身赴任を命じられた。一度、しんのすけとみさえが大阪へ遊びに行った際、酔っ払いの女性が友達の家だと勘違いしてひろしのマンションへ入ってきたところを見られてしまい、みさえはひろしが浮気をしていると勘違いするもかろうじて誤解を解くことができた。
1か月後、ひろしの単身赴任が終わり、みさえとしんのすけはひろしを迎えに行ったが、入れ違いでひろしとは合流できず、迎えを期待していたひろしも迎えに行ったみさえもイライラがつのり険悪なムードに。しかしいざ再会し顔を見ると仲直り。

### 野原ひろし入院編
酒の飲みすぎと辛いものの食べすぎで切れ痔（親指サイズ）になってしまったひろし。最初は誰にも言わずに治そうとしていたが、しんのすけやみさえに知られたせいで町中に痔の話が広まり、入院・手術することになる。ひろしの担当医は美女であり、羞恥に苛まれながらも手術は成功。無事に退院することができた。

### 野原ひまわり誕生編
ある日、トマトジュースを飲んでいたみさえは突然気分が悪くなり、その拍子にジュースを喉に詰まらせ吹きだしてしまう。それを見たしんのすけはみさえが吐血したと勘違いし、その時に見ていたメロドラマ『君のためならどっこいしょ』の影響で、みさえは病気にかかっていて、余命3ヶ月で死んでしまうのだと思い込んでしまう。翌日、みさえが病院に行ったことを知ってますます疑念を深めたしんのすけは、病院から帰ってきたみさえに抱き着いて「母ちゃん死んじゃイヤだよ」と泣き崩れるが、実はみさえは病気ではなく、しんのすけの弟か妹になる赤ちゃんを妊娠していた。
その後悪阻で苦しんだりなどの試練を乗り越え、みさえは無事女の子を出産。数日後、生まれた赤ちゃんの名前は「ひまわり」に決まった（「ひまわり」という名前はアニメの視聴者から公募された名前の一つ）。
アニメでは野原一家とひろしの両親の5人で名前を考えていた際に、銀の介の提案した「野原家代々に伝わる赤ちゃんの名前決めの儀式」でそれぞれの考えた名前の書かれた紙ヒコーキを飛ばし、最後に落ちた紙ヒコーキの作者が考えた名前を採用するという形でしんのすけの考えた名前「ひまわり」に決定した（他の家族が考えた名前は「ぎん子」〈銀の介〉、「りえ」〈ひろし〉、「かめ」〈つる〉、「ゆずほ」〈みさえ〉）。

### 嵐を呼ぶお嬢様・酢乙女あい編
庶民の生活を体験するために、世田谷の一等地からアクション幼稚園（ふたば幼稚園）に酢乙女あいが転入してきた。あいはひまわり組に入り、上品な振る舞いで周りの男子たちを次々と彼女の虜としてしまうが、年上の女が好きと公言して相手にしようとしないしんのすけに、女の意地も交えてあいの方が惚れ込んでしまう。

### またずれ荘編
ある日、大型台風が春日部に襲来し、その影響で飛ばされた看板が野原邸に激突した。翌日に一家総出で修復作業に取り組むが、シロアリによる被害で床が抜け落ちる。さらに、みさえがガスの元栓を閉め忘れ、そこにしんのすけがチャッカマンで点火したため、ガス爆発によって野原邸は全壊してしまった。
一度は絶望する野原一家だったが、火災保険が下り、家が建て直るまでの間アパート「またずれ荘」で暮らすことになる。またずれ荘への引越しを決めたのはひろしで、その理由はひろしとみさえがしんのすけが生まれたばかりの頃に住んでいたアパート「くずれ荘」とそっくりだったためだった（アニメのみの設定）。また、アニメでは台風ではなくしんのすけが蹴ったサッカーボールで壁が凹み、そこから壁に穴が開いてしまう展開に変更されている。
またずれ荘に引っ越した一家はまたずれそう編では原作アニメともに登場する大家さん、浪人生の四郎、劇団員志望の役津栗優、親子と名乗る2人組の刑事・にがりやと汚田、屈底厚子、アツミ親子、アニメでは2022年から登場するオカマのスーザン、原作のみ登場するモロダシ共和国出身のオマタ、といった個性的な住人たちと出会い、彼らと親しくなっていく。四郎の大学受験を応援したり、みんなでドライブに出かけたり、スーザンやオマタの意外な素性を知ったりと楽しい日々を過ごす野原一家だったが、家の再建が進むにつれまたずれ荘の面々との別れが近づいていた。だが再建が終わったその日、思いもよらない事件が起こる。
実はにがりやと汚田の正体は麻薬売買組織「モルヒーネ・ファミリー」の一員・ステロイド麻酢尾を追う刑事で、またずれ荘の向かいのマンションに住んでいる麻酢尾の恋人・リサの下に麻酢尾が来ると踏んで、またずれ荘で張り込みをしていた。一方、ひょんなことからしんのすけと出会った麻酢尾は彼を利用してリサに自分の居場所を伝え、彼女と再会し、麻薬売人の仕事から足を洗うと告げる。そこへにがりやたちが現れ、麻酢尾は逃げようとするが、自分を庇うしんのすけの姿を見て改心、自首した。しかし今度は麻酢尾が抜けようとしていることを知ったモルヒーネ・ファミリーのボスが放った殺し屋が現れ、しんのすけが人質に取られてしまう。何とかしんのすけを助けたものの、殺し屋は騒ぎを聞きつけて集まってきたまたずれ荘の住人全員を人質にとり、手榴弾まで持ち出して麻酢尾をおびき出した。しんのすけの活躍で殺し屋はにがりやたちに取り押さえられたが、殺し屋が落とした2つ目の手榴弾をしんのすけが誤って起爆させ、さらにそれをまたずれ荘に投げ込んでしまい、またずれ荘は爆発・全壊する。
その後、またずれ荘は野原邸を再建した大工・鬼瓦築造と実はモロダシ共和国の王子だったオマタの援助によって再建される。そして野原一家はまたずれ荘と住人たちに別れを告げ、建て直された我が家へと引っ越していった。
アニメ版では展開はほぼ同じだが、スーザン（2022年から登場する）とオマタは登場せず、代わりに屈底厚子・アツミ親子がまたずれ荘の住人として登場する。終盤の殺し屋と戦うエピソード「さらばまたずれ荘 またずれ大捜査線だゾ」では手榴弾が登場せず、またずれ荘が爆破（及び再建）される展開もない。
またずれ荘編が描かれた理由は、ちょうどこの時期「週刊漫画アクション」から「まんがタウン」への掲載誌移行があり、「アクション」の担当者と臼井が話し合い、「アクションからまんがタウンへ引っ越すのなら、いっそしんちゃんの家を爆発させてしまいましょう」と担当者が提案したことによる。

### 剣道編
しんのすけは、ひょんなことから剣道場を開いている武蔵野剣太という青年に剣道の才能を見出され、彼の下で剣道を習い始める。半ば強引に剣道を始めることになったため、初めはあまり乗り気でなく、稽古も真面目に取り組もうとしなかったしんのすけであったが、ある日、「極端流剣道場」という剣道場に通う代々木コージローと出会い、勝負して負けてしまう。「コージローに雪辱を果たす」という明確な目標を持ったしんのすけは以後、本格的に鍛錬を積み、一方のコージローもしんのすけとの勝負を通じてその並ならぬ素質に一目置くようになり、お互いをライバルと見なして特訓を続けていった。
その後、しんのすけとコージローは町の剣道大会に出場、それぞれ順調に勝ち進んでいく。一方、しんのすけの試合を見に来ていた剣太は、極端流剣道場の門下生がしんのすけに負けた後、師範から暴力を振るわれているのを目撃し、師範を止めて門下生を助け出す。
そして準決勝戦へ進んだしんのすけとコージローはついに対決の時を迎える。一度は面を取られてしまったしんのすけだったが、その場に現れた謎の男（実は剣太の父親）が貸してくれた胴着からヒントを得て編み出した技で勝利を収めた。だが、しんのすけは「コージローに勝てただけでいい」と満足し、決勝戦を放棄して家に帰ってしまう。その後、剣太の道場は剣太の父が師範となって運営することになり、コージローや剣太に助けられた少年たちが新たな門下生になる。そして剣太は最後に一度だけしんのすけと勝負をし、春日部の町を去っていった。

### よしなが（石坂）先生編
短期集中して連載・放送されたわけではないが、短いシリーズとして続いている話。よしなが先生と現在の夫である石坂純一は初期から中盤にわたっては単なる恋人同士であったが、その後幼稚園で結婚式を挙げ、長女・石坂桃を儲ける（アニメでは2024年現在未登場）。よしなが先生の妊娠中は代理教員である熱繰椎造（あつくる しいぞう）がしばらくの間ひまわり組の担任を受け持った（アニメではよしなが先生が妊娠していないため、椎造は教育実習生として登場する）。

### 小山むさえ編
ある日家の近くで怪しい女性を見かけたしんのすけ。それを聞いたみさえは慌てて警察に通報するが、実はその女性はみさえの妹・小山むさえであった。むさえはカメラマンを目指していたが、真っ当なカメラマンとしての道を挫折した師匠から八つ当たりを受け一方的にクビにされた挙句、住んでいたアパートの家賃も払えなくなり追い出されてしまったのだという。カメラマンの道を諦め新しい夢を見つけるため、むさえは野原家に居候することになった。
ろくに職探しもせずダラダラと暮らし続けていたむさえだったが、みさえだけでなく熊本から連れ戻しに来た姉・まさえや父・よし治に励まされ立ち直り、本当は今でもカメラマンを続けたいと本心を語る。それを聞いた父から「3ヶ月以内にカメラマンに復帰できなければ諦めて熊本に帰れ」という条件を突き付けられ、写真を撮る修行を開始。幼稚園を訪れた際に新たな師匠と出会い、撮影技術を見込まれてアシスタントに勧誘されそのまま旅立っていった。

### まつざか先生編
階段から落ちて骨折したまつざか先生はとある整形外科医院に入院することに。そこでまつざか先生は自分を診察してくれた医師・行田徳郎に一目惚れし、その後彼と恋人同士になる。しかし、徳郎は恩師の保根田教授が進めるマタズレザウルスの化石発掘計画に参加するため南米へ行くことを決意、まつざか先生とキスを交わして旅立っていった。
やがて徳郎が帰国するも、ふとした誤解からまつざか先生との間に軋轢が走り、さらに折悪くまつざか先生が別の男性に婚約を申し込まれてしまう。一方の徳郎も保根田教授からアフリカ（南ボボ・サルマータという架空の国）で行う新種の恐竜・ブタバナザウルスの化石発掘計画への参加を持ちかけられ、2人の距離は開いていき、ついには破局してしまう。
その後、居酒屋で飲んだくれていたまつざか先生は、偶然居合わせた野原一家に本当はまだ徳郎を愛していることを打ち明け、それを聞いたかすかべ防衛隊は徳郎を説得しに行く。奮起した徳郎は、どうにかまつざか先生を取り戻すことに成功。2人は公園で互いの愛を確かめ合い、徳郎は帰国後にプロポーズすることを約束して再び日本を離れた。
しかしアフリカへ渡った数日後、徳郎は保根田教授に誘われて行った現地のカフェで起きた無差別爆弾テロに巻き込まれて命を落としてしまう。ニュースでその事実を知ったまつざか先生は、幼稚園の同僚・園児や罪悪感に打ちひしがれる保根田教授の前では気丈に振る舞うも、実際は後追い自殺を図ろうとするほど疲弊していた。
ある日とうとう幼稚園の敷地内で酒を飲んでいるところをばら組の園児・河村やすお（チーター）に見られたまつざか先生は、そのことを知った組長から厳重注意され、謹慎処分を受ける。そしてその日の夜、居酒屋でやけ酒をあおっていたところ、自分に絡んできた女チンピラたちを蹴散らし、その場面を目撃していた三木ボクシングのオーナーからボクサーのスカウトを受け、さらに自分が蹴散らした女チンピラたちのボス（元三木ボクシング所属の女性ボクサー）から勝負を申し付けられるのだった。
まつざか先生はその申し出を受けて立ち、ニワトリを追いかける特訓などをして鍛えていく。そして迎えた試合本番、まつざか先生は相手に圧倒的に押されるが、それは相手の攻撃でボロボロになって死ぬための行動だった。その時、しんのすけや事情を知ったかすかべ防衛隊とよしなが先生、組長が駆けつけ、しんのすけは徳郎の母から預かってきたあるものをオーナーに読み上げてもらう。それは、徳郎がテロに遭う直前にアフリカで書き遺したまつざか先生に宛てた手紙だった。亡き徳郎の言葉によってまつざか先生は再び生きる気力を取り戻し、TKO勝ちを果たす。
立ち直ったまつざか先生は徳郎の後を追おうとすることを止め、彼の言葉を大切にして強く生きていこうと決意。しかし、まつざか先生が勤務中に飲酒していたことを知ったPTA会長とその一派の保護者が幼稚園に押しかけ、まつざか先生を辞めさせるよう要求する。そこへ園児たちがまつざか先生を辞めさせないでほしいと説得に現れ、さらにみさえたち容認派も加勢。まつざか先生の免職は回避され、彼女の処分は3か月の減給で済むこととなった。
それからしばらく後、保根田教授たちは、ブタバナザウルスの化石を再発掘するため治安が安定してきた南ボボ・サルマータへ渡航。まつざか先生は空港で、徳郎の形見であるブタバナザウルスの恥骨の化石を教授に渡す。全ての化石の発掘が完了した数日後、化石で再現されたブタバナザウルスが各地の博物館で展示公開された。その中には、徳郎の形見の恥骨の化石も組み込まれていた。
アニメでは徳郎が南米に行った後のエピソードは放送されていない。また、まつざか先生が婚活を始めており、徳郎との恋愛はどうなっているのかは不明のままになっている。

### 野原みさえ入院編
ある日みさえは夜中に調子が悪くなり病院に運ばれた。検査の結果は胃炎。翌日には退院したものの、退院時の帰り道にしんのすけと走ったところ転倒して尾てい骨を骨折してしまい、再び入院してしまう。後日、上尾先生も同じ病院に入院してきたが、怪我自体が大したものではなかったため、みさえより早く退院してしまった。
原作者が描いた最後のエピソードであり、原作ではみさえが再入院した所で終わったが、アニメではその後の顛末まで放送された。

### 野原ひろし骨折編（アニメのみ）
このエピソードは3週連続で放送された。

### 野原家新車を買う編（アニメのみ）
ある日みさえがひろしの車を壊してしまった。修理をしようとディーラー担当の営業マン・瀬段則康に相談したところ、かなり高額になるという。瀬段は商売っ気のない人で、愛車を手放すかどうか悩むひろしは外車中古販売店に寄る。その店の販売店員はひろしを金持ちだと思い込み、売りつけようとするが、ひろしは買わなかった。最終的には元のディーラーに戻り、新車を買おうと値引き合戦をする。
こちらも3週連続で放送された。

### 小山ひさえ入院編（原作のみ）
みさえの母・ひさえはある日検査、手術のを受けるため東京都内の病院に入院。そこはよし治の中学時代の同級生が働く病院だった。

### 野原ひろしネパールへ行く編（アニメのみ）
ある日ひろしは部長から突然ネパールへの単身赴任を言い渡される。家族にもなかなか言い出せずにいたが、実はネパールに単身赴任するのではなく、会社が進めるネパール物産展への参加のため1か月間秋田に行ってほしいという辞令だった。ひろしは実家に泊まることになり、しんのすけたちとビデオ電話で連絡を交わす。
こちらも3週連続で放送された。

### せましおじさんご結婚シリーズ
ひろしの兄・せましが電撃結婚。相手は村のお見合いパーティーで知り合った「小鹿野育菜」という女性で、樹と菜摘という2人の連れ子がいた。菜摘はせましに懐いていたものの、樹はせましを「あいつ」呼ばわりし、冷たい態度を取る。
このシリーズは2024年1月〜6月まで月1話で放送された。

### ご当地ブリチューバー・べかすかこ編（アニメのみ）
カスカベご当地ブリチューバーの「べかすかこ」が話題になっていた。そこにべかすかこの大ファンの「ハルちゃん」という女の子が現れる。
このエピソードは4週連続で放送された。

## 単行本未収録回
当作は1990年8月（週刊漫画アクション9月4日号）から連載を開始しているが、連載第1回も含む初期の一部の話が単行本未収録となっている。
『クレヨンしんちゃん大全』において双葉社の編集者 林克之は「どれもキャラクター像が架空の人物像になっているエピソードで、デフォルメ（主に性描写）の仕方も少しキツい感じが残っていた。（遠足のエピソードの続きについて）もっと過激な描写がたくさんあり、キャラクター像がぶれてしまうため、それらのエピソードをどうしても出したくなかった」と説明している。この経緯により、アニメの2010年7月16日放送分で紹介されたように、単行本第1巻第1話が最初の話とされている。
単行本未収録回とその内容は、以下の通り。増刊で加筆された第1回を除いて、全て3ページ。後に改めて未収録回を単行本化する話もあったが、以下の掲載内容から総合的な判断で見送られた。また、既に30年以上が経過していることと雑誌そのものの流通も少ないため掲載誌の入手は非常に困難であるが、全ての回が国立国会図書館に収蔵されているため、現地での閲覧や遠隔複写サービスなどで複写することは可能である。なお、第62回のみアニメ化されている（1992年4月27日放送「アクション仮面を見るゾ」）。
| 連載回数 | 掲載号 掲載ページ                                                 | 内容 |
| -------- | ----------------------------------------------------------------- | --- |
| 第1回    | 週刊漫画アクション1990年9月4日号 226 - 228                        | しんのすけがアクション幼稚園に中途入園して来る。よしなが先生がしんのすけを皆に紹介している時に、しんのすけがよしなが先生のスカートの中に潜り込んでしまい、よしなが先生は思わず感じてしまう。その後、よしなが先生が粘土で何でも作ってみようとみんなに提案すると、しんのすけは粘土そのままの状態で「石」を作る。飽きれたよしなが先生をあきれさせる。よしなが先生から「人生楽な道ばかり選んでたら成長しない」と窘められると、しんのすけは今度は落ち武者の「生首」を作る。そこに風間くんが現れ、よしなが先生に「こんなバカほっといてボクの作品を見てください」と言いながら自身の作品「ロダンの考える人」を自慢すると、しんのすけも対抗して「いやらしいことを考える人」（「考える人」よりちょっと腰が引けたポーズ）を作る。風間くんは意地になり「もっとレベルの高いものを作ってやる」と言うと終いには風間くんがベルリンの壁を、しんのすけは天安門広場を作る。 |
| 第2回    | 週刊漫画アクション1990年9月11日号 246 - 248                       | アクション幼稚園のグラウンドでみんなが遊んでいると、幼稚園の外を大人のカップルが歩いている。園児たちは門越しにカップルを冷やかすが、しんのすけだけは「もう寝たのか?」とツッコミを入れる。よしなが先生がしんのすけを足蹴にしつつ、砂場遊びを提案する。風間くんが砂で彫刻のようなヒトの像を作って「ボクの心を表現してみた」と自慢すると、しんのすけは「オラなんか体で表現しちゃうかんな」と裸になり、小便小僧、大便少女、検便父さんの「便三部作」をやってのけ、最後は便・ジョンソンにもなりきる。他の園児もしんのすけに感化されて裸になるなど、終いに収拾がつかなくなる。 |
| 第3回    | 週刊漫画アクション1990年9月18日号 200 - 202                       | しんのすけ・ネネ・風間くんは、今週のどうぶつ係としてアクション幼稚園で飼っている鶏小屋の掃除をすることになった。ボスの鶏につつかれたことがトラウマで小屋の掃除をしたくないというネネの話から、しんのすけはケンタッキーおじさんの恰好で斧を振り回し、「ナゲットにするぞ」と言いながら小屋で鶏たちを脅かすも返り討ちに遭う。結局、鶏小屋の掃除は難しすぎるから他の小屋に変えてほしいと提案するしんのすけたちに対し、よしなが先生はワニ小屋の掃除を言いつける。 |
| 第6回    | 週刊漫画アクション1990年10月9日号 242 - 244                       | 第6回・第7回はアクション幼稚園運動会のエピソードで、連続した話となっていた。 第6回では、ネネの父である苗木が初登場。ネネの姿をビデオ撮影していたところ、しんのすけがボケをかますので苗木がノリで更にボケをかますと、ネネは「パパがビデオ男優になった～」と泣いてしまう。徒競走で、しんのすけと風間くんは『ばら組のチーター』と呼ばれる俊足の男の子と同組になった。スタートラインで「ウチの中学生のアニキは陸上部のエース」と自慢する男の子に対し、しんのすけは号砲が鳴っても走らず「オラのアネキは中2だけど、まだ始まってないんだぞ」と言い返し、よしなが先生から「とっとと走れ」と突っ込みを入れられる。 第7回では、よしなが先生はばら組担任のまつざか先生から「優秀なばら組とおたくを比べたらかわいそう」「今年もウチのペースね」と嫌味を言われたことで、「最後のリレーで逆点してみせる」と強がりを言う。最後の種目のリレー対決で直前に怪我をして出られなくなった子の代役となったしんのすけはアンカーとなったが、ここでも『ばら組のチーター』と一緒になる。ばら組とデッドヒートとなり、ネネからバトンを受け取ったしんのすけはちゃんと走らず、ズボンの中にバトンを入れて陰茎に見立ててふざけたことから、結局はキレたよしなが先生にトラックを追い掛け回される。 |
| 第7回    | 週刊漫画アクション1990年10月16日号 200 - 202                      | 第6回・第7回はアクション幼稚園運動会のエピソードで、連続した話となっていた。 第6回では、ネネの父である苗木が初登場。ネネの姿をビデオ撮影していたところ、しんのすけがボケをかますので苗木がノリで更にボケをかますと、ネネは「パパがビデオ男優になった～」と泣いてしまう。徒競走で、しんのすけと風間くんは『ばら組のチーター』と呼ばれる俊足の男の子と同組になった。スタートラインで「ウチの中学生のアニキは陸上部のエース」と自慢する男の子に対し、しんのすけは号砲が鳴っても走らず「オラのアネキは中2だけど、まだ始まってないんだぞ」と言い返し、よしなが先生から「とっとと走れ」と突っ込みを入れられる。 第7回では、よしなが先生はばら組担任のまつざか先生から「優秀なばら組とおたくを比べたらかわいそう」「今年もウチのペースね」と嫌味を言われたことで、「最後のリレーで逆点してみせる」と強がりを言う。最後の種目のリレー対決で直前に怪我をして出られなくなった子の代役となったしんのすけはアンカーとなったが、ここでも『ばら組のチーター』と一緒になる。ばら組とデッドヒートとなり、ネネからバトンを受け取ったしんのすけはちゃんと走らず、ズボンの中にバトンを入れて陰茎に見立ててふざけたことから、結局はキレたよしなが先生にトラックを追い掛け回される。 |
| 第11回   | 週刊漫画アクション1990年11月13日号 239 - 241                      | 前回（単行本第2巻収録「幼稚園は楽しい楽しいパラダイス編」第2話）に引き続き、遠足でのエピソード。単行本収録の第10回と、未収録の第11回・第12回とが連続した話となっていた。 第11回では、遠足先に着くなり園児たちが興奮して騒いでいる中、しんのすけは「こんなの初めてーっ」と裸の女性の姿になって、四つん這いでボーちゃんにお尻を叩かれながら責められて興奮している。それを見たよしなが先生は怒りのあまりバスに乗り込み、しんのすけを轢こうとする。その後、お弁当の時間でしんのすけは道中のバスの車内で早弁しておかずを先に食べてしまっていたため、よしなが先生からお弁当のおかずを分けてもらうが、味にいちゃもんをつけられたよしなが先生は激怒する。 第12回では、メインイベントとしてイモ掘りをする。冒頭で『サード・ギア』（狩撫麻礼原作）のパロディをするしんのすけに対し、よしなが先生はバイクで轢いて突っ込みを入れる。そして、いきなり現れ勝手にイモ掘り勝負を挑んで来るまつざか先生に対し、よしなが先生も意地となって「一番大きいイモを掘った方が勝ち」と勝負を受けて立った。余裕たっぷりに「私が勝ったら?」と聞いてくるまつざか先生に対し、しんのすけが現れ「もれなく私の『たねイモ』プレゼント」と、脚立に乗りながらまつざか先生のほほに「たねイモ」をくっつける。しんのすけは結局、まつざか先生とよしなが先生から地中に頭から生き埋めにされる形で突っ込みを入れられる。 |
| 第12回   | 週刊漫画アクション1990年11月20日号 113 - 115                      | 前回（単行本第2巻収録「幼稚園は楽しい楽しいパラダイス編」第2話）に引き続き、遠足でのエピソード。単行本収録の第10回と、未収録の第11回・第12回とが連続した話となっていた。 第11回では、遠足先に着くなり園児たちが興奮して騒いでいる中、しんのすけは「こんなの初めてーっ」と裸の女性の姿になって、四つん這いでボーちゃんにお尻を叩かれながら責められて興奮している。それを見たよしなが先生は怒りのあまりバスに乗り込み、しんのすけを轢こうとする。その後、お弁当の時間でしんのすけは道中のバスの車内で早弁しておかずを先に食べてしまっていたため、よしなが先生からお弁当のおかずを分けてもらうが、味にいちゃもんをつけられたよしなが先生は激怒する。 第12回では、メインイベントとしてイモ掘りをする。冒頭で『サード・ギア』（狩撫麻礼原作）のパロディをするしんのすけに対し、よしなが先生はバイクで轢いて突っ込みを入れる。そして、いきなり現れ勝手にイモ掘り勝負を挑んで来るまつざか先生に対し、よしなが先生も意地となって「一番大きいイモを掘った方が勝ち」と勝負を受けて立った。余裕たっぷりに「私が勝ったら?」と聞いてくるまつざか先生に対し、しんのすけが現れ「もれなく私の『たねイモ』プレゼント」と、脚立に乗りながらまつざか先生のほほに「たねイモ」をくっつける。しんのすけは結局、まつざか先生とよしなが先生から地中に頭から生き埋めにされる形で突っ込みを入れられる。 |
| 第13回   | 週刊漫画アクション1990年11月27日号 245 - 247                      | アクション幼稚園でのお絵かきの時間。しんのすけは近所で着替え中の下着姿の若い女性を写生して、よしなが先生と若い女性からデカいクレヨンで制裁を食らう。その後、花を描いているネネの横でお尻を突き出して「菊ならここにあります」とボケるしんのすけに対し、よしなが先生はしんのすけの顔がピカソの絵になるくらいに殴って制裁を加える。そして、またいきなり現れたまつざか先生から「お絵かきコンクールの入選者にはオーストラリア旅行がプレゼントされる」と聞いたよしなが先生は、「ウチのクラスの子は賞目当てにガツガツしない」と最初は軽く受け流すも、先生も付き添いとして同行できると聞いた途端急に態度を変え、園児たちに絵を描くことを強制する。 |
| 第14回   | 週刊漫画アクション1990年12月4日号 188 - 190                       | アクション幼稚園での職員会議で、園長先生が「近頃、子供たちの歯が弱っているという調査結果が出ている」という話題を出す。よしなが先生の提案を受け、アクション幼稚園でも給食のメニューを見直し、歯の健康を考えて固い物を出すことにした。出されたイワシなどを見て困惑する園児たちの横で、しんのすけはどさくさ紛れで「スコラが見たーい」と口にする。そして、イワシを食べて歯茎から出血してしまい泣き出したネネに対し、しんのすけはよしなが先生に扮して「女の子なら、誰でも通る道だから」と慰めるが、よしなが先生から「初潮じゃねえ」と蹴りで突っ込みを入れられる。よしなが先生がネネの口の中を見て「シソーノーローのケがある」と言うと、しんのすけはベッドの上のシチュエーションで女の姿でボケをかましたが、男の姿になってたよしなが先生は我に返り「あたしゃソーローじゃない」としんのすけにノリ突っ込みを入れる。しんのすけに振り回されっぱなしでイライラの募ったよしなが先生は、医者から神経性胃炎と診断され「もっと、ゆとりある食事を」とも言われてしまう。 |
| 第17回   | 週刊漫画アクション1990年12月25日号 188 - 190                      | 第15回（単行本収録）で登場した近所の小学生たちに虐められケガをしたマサオを見て、しんのすけたちが小学生たちに決闘を申し込んで決着を図ろうとする。小学生たちの下校時を待ち合わせ、しんのすけたちが手紙を渡したが、そこには「夜の8時にパンダ公園に来い」と書かれていたため、小学生たちはその時間に公園で待っていたものの、そんな時間に親が幼稚園児を外に出す訳がなく、小学生たちは待ちぼうけを食らう。マサオは結局、ますます虐められるようになった。 |
| 第62回   | 週刊漫画アクション1991年11月1日号                                 | カラーで掲載。 「午後5時までに帰宅する」というみさえとの約束を守らず、しんのすけは午後5時を過ぎて帰宅する。みさえは反省を促すため家に入れなかったが、しんのすけは空いていた窓から侵入し堂々とテレビのアクション仮面を見ていた。彼は怒ったみさえに追い出されるが、今度はこっそり勝手口から入って箪笥の中に隠れながらアクション仮面を見る。みさえは再び彼を締め出すも、ネネの母もえ子から電話で、ネネの家に勝手にお邪魔して2人でアクション仮面を見ていたことを知る。 |
|          | 週刊漫画アクション特別編集12月23日号増刊 クレヨンしんちゃん特集号 | 第1回と第2回をカラー化し再掲載。なお、第1回は途中に1ページを加筆して全4ページとなっている。 第1回では、しんのすけが粘土で「生首」をつくると、（ここから加筆）ネネは粘土で犬を作った。それを自慢しようとネネはよしなが先生を呼んだが、しんのすけがネネの犬の上に自分が作った犬を乗せる形で交尾に見立てており、それを見たネネは「わたしのメアリーが犯された〜〜〜」と泣き出してしまう。しんのすけが「先生も嫌いじゃねーべ?」と言うと、よしなが先生はまんざらでもない表情を見せたが、我に返ってネネに謝るよう諭すと、しんのすけはネネに「2度とやるなよ、桜田」と言う。泣いていたネネだったが頷いたあとすぐに笑顔を見せたので、しんのすけは「いま泣いたカラスがもう笑ってら」と高笑いするが、よしなが先生から「なんか違うぞ」とツッコミを入れられる。（ここまでが加筆）そこに風間くんが現れ、よしなが先生に自身の作品を自慢する。 |

## 原作とアニメの主な相違点

### 表記の違い
野原家の住む町の名前は「春我部市（かすかべし、かすがべし）」となっている。ただし、アニメでも春日部になっていることがまれにある。同様にアニメ映画1作目でも、ひろしの車のナンバープレートが「春我部」ナンバーになっていたり、1994年12月26日放送『忘年会で盛り上がるゾ』では「大宮駅」も「大実矢駅」と表されたことがある。また、劇場版ではほぼ全て「春日部市」表記となっている。
しんのすけの通っている幼稚園の名前は、原作では「アクション幼稚園」であるが、アニメでは「ふたば幼稚園」。ひろしが勤務している会社の名前も原作では「アクション商事」だが、アニメでは「双葉商事」に変わっており（ただし、初期は単に「会社」としか表記されなかった。現在は原作でも「双葉商事」）、「アクション」から「双葉」に変わっていることが多い。また、アクション仮面は原作、アニメ、映画ともに全て同じ（サブキャラクターは若干異なる）。

### 登場人物の違い
アニメ未登場のキャラは複数いるが、原作で登場する回がアニメで放送されているにも関わらず、2025年現在、門呂親子、捨内、オマタ、白猪天子、石坂桃はアニメに登場していない。
- 門呂マリ

特製のオリジナルおにぎり（いちごジャム入り）を食べさせられたひろしが腹を下す話では、原作ではマリが作った物であるがアニメではオリジナルの女性ゲストに置き換えられている。
- 捨内

原作では捨内がひろしに逆上がりを教えるがアニメでは四郎に置き換えられている。
- オマタ

原作ではオマタがしのぶに恋をするがアニメでは四郎に置き換えられている。
- またずれ荘の住人の違い

原作では201号室に役津栗優、202号室に野原家、203号室に四郎、204号室にスーザン小雪（玄武岩男）、205号室ににがりや京助と汚田急痔（以下刑事）、206号室にオマタがそれぞれ住んでいるが、
原作
|                                | 共同トイレ |                  |
| 206号室 オマタ                 | 廊下       | 203号室 四郎     |
| 205号室 にがりや京助、汚田急痔 | 廊下       | 202号室 野原家   |
| 204号室 スーザン小雪           | 廊下       | 201号室 役津栗優 |

アニメでは201号室に四郎、202号室に野原家、203号室に役津栗優、204号室に刑事、205号室に屈底厚子・アツミ親子（206号室は空室）が住んでいて、四郎、役津栗優、刑事の部屋が異なる他、スーザンとオマタは登場しなかった。
アニメ
|                                |      |                  |
| 206号室 空室                   | 廊下 | 203号室 役津栗優 |
| 205号室 屈底厚子・アツミ親子   | 廊下 | 202号室 野原家   |
| 204号室 にがりや京助、汚田急痔 | 廊下 | 201号室 四郎     |

- 靴底厚子・アツミ親子

原作ではまたずれ荘の住人ではないがアニメではまたずれ荘の住人である為、原作より頻繁に登場している。
- またずれ荘の造り

トイレは、原作ではアパートに1つしかない共同トイレだが、アニメでは1部屋に1つ置かれている。またずれ荘の全景は原作では青い屋根でコンクリート造りであるが、アニメでは赤い屋根で木造になっている。
- 他にも、役津栗優の読みが原作では「やくづくりゆう」だがアニメでは「やくつくりゆう」になっており、大家の大屋主代はアニメでは「大家主代」になっていた。
- 熱繰椎造の立場の違い

原作ではよしなが先生が産休を取る為代理として幼稚園に赴任するが、アニメではよしなが先生は妊娠していないので教育実習生として登場する。
アニメ版ではよしなが先生の妊娠・出産のエピソードは登場していない。それに伴って椎造の立場も上記のように変更されている。
- 石坂桃

アニメではよしなが先生は妊娠・出産をしていないので未登場。
- 埼玉紅さそり隊のお銀とマリーがふかづめ竜子を呼ぶ時、原作漫画では「竜子」と呼び捨てにしていたのに対し、アニメ版では「リーダー」と呼んでいる（ただし、一度だけ例外あり）。
- 行田徳郎は原作では一旦帰国した後、まつざか先生と破局の危機に陥る騒動を経て先生にプロポーズする。その後は教授に誘われ再び外国に赴任するが、そこで無差別テロに巻き込まれ死亡するという展開を迎える。アニメ版ではチリ赴任した以降では登場しておらず、2010年にはまつざか先生が婚活をしている等のエピソードがあり、徳郎の事並びに恋愛は不明のままになっている。
- 原作では四郎は受験勉強のため自動車免許を取得していないが、アニメでは取得している。
- 大原ななこ

原作とアニメでキャラクターが大きく異なっている。原作では茶髪でサバサバした性格であり、しんのすけを呼び捨てにすることが多い。アニメでは黒髪で容姿もかなり異なっており、性格はおしとやかで、しんのすけを一貫して「しんちゃん」と呼んでいる。しんのすけからは「ななこおねいさん」と呼ばれているが、「ななこちゃん」とも呼ばれる事もある（特に原作）。
- 川口

原作とアニメでは容姿が大きく異なっている。顔の形は原作では四角形だがアニメでは角張っており、頬骨が描かれている。眉毛も原作では細いが、アニメではしんのすけやひろしのような太眉。
なお、彼は元々アニメオリジナルキャラクターとして登場したが、近年になって原作にも逆輸入される形で登場したものの、長年アニメのみの登場だったことから現在でも原作よりもアニメの方が出番が多い。
- 松坂梅

原作では黒髪のロングヘアだがアニメでは髪の長さは原作と同様だが色が黒だったり緑だったりと回によって異なっている。

### ストーリー展開の違い
- テレビ局の見学だゾ

ポンポンコチン体操のお兄さんがアニメではお姉さんに変更されている、また原作と同様にしんのすけがお姉さんのズボンを誤って脱がしているが、原作ではお兄さんのズボンを下着ごと脱がしたが、アニメでは半ズボンのみにとどまっている。
- ロード・オブ・ザ・イカリング

原作とアニメではストーリーが全く異なる。
原作では、しんのすけが大勢の仲間達と共に旅するが、アニメでは野原一家とかすかべ防衛隊を中心に物語が展開され、ラスボスもグレードひろしになっている。
結末も原作とアニメで大幅に異なり、原作ではラスボスを倒した後にアノヨー国へ旅立つ風間君をしんのすけが見送るのに対し、アニメではしんのすけ達がイカリングを火山の火口に落とした瞬間に火山が噴火し、そこからしんのすけ達が逃げる所で画面一杯に「完」の文字が大写しになって終わる。
- じいちゃんと暮らすゾ

原作では話の最後でせましが銀の介を迎えに来るが、アニメではせましが登場する前だったためこの場面はカットされている。
- 秋田に里帰りだゾ

前半は隠し扉が開き、シアタールームが登場する場面は原作ではせましが銀の介金に金の無駄遣いと文句を言うのだが、アニメではせましは登場していないためその場面がカットされており、せましとひろしが喧嘩する場面ではつるがいい加減にしろと怒りながら刀をぬこうとするのだが、アニメではつるがもう生きる意味がないと刀を抜く場面に変更されている。後半でしんのすけと共にこまちを追いかけるのは原作ではせましだがアニメでは銀の介に変更されている。
- ひとりで楽しむゾ

原作ではみさえとひまわりが、おケイおばさんの家に遊びに行く事をしんのすけに伝えるが、アニメではしんのすけが家に帰る前にファミレスにいるむさえを迎えに行く。また、家に帰る途中でみさえとひまわりがひろしと合流しない。
- えんぴつしんちゃんだゾ

原作では、しんのすけは鳩ヶ谷、久喜、ちほ、鯛造と共に30日連続遅刻をしてそれを男性教諭に咎められるが、アニメではしんのすけ一人が30日連続遅刻をしてそれを姫宮に咎められる。
「乳バンド」の表記がアニメでは「ちちバンド」とひらがな表記。
「乳（ちち）バンド」のメンバーが原作ではしんのすけ、久喜、ちほ、鯛造の4人、アニメではしんのすけ、マサオ、ボーちゃんの3人。
原作では前後編形式だったが、アニメではそれを1本に纏めた為に一部のシーンや人物等がカットされていたり、演出が変更される等されている。

## 書誌情報

### 単行本

#### 臼井儀人『クレヨンしんちゃん』
双葉社〈アクションコミックス〉、全50巻。
| 巻 | 発売年 | 発売日   | ISBN              | 備考                   |
| -- | ------ | -------- | ----------------- | ---------------------- |
| 1  | 1992年 | 4月11日  | 4-575-93292-2     |                        |
| 2  | 1992年 | 6月12日  | 4-575-93298-1     |                        |
| 3  | 1992年 | 8月8日   | 4-575-93304-X     |                        |
| 4  | 1992年 | 11月12日 | 4-575-93316-3     |                        |
| 5  | 1993年 | 3月12日  | 4-575-93324-4     |                        |
| 6  | 1993年 | 7月27日  | 4-575-93340-6     |                        |
| 7  | 1993年 | 12月9日  | 4-575-93347-3     |                        |
| 8  | 1994年 | 3月28日  | 4-575-93358-9     |                        |
| 9  | 1994年 | 7月26日  | 4-575-93368-6     |                        |
| 10 | 1994年 | 12月9日  | 4-575-93377-5     |                        |
| 11 | 1995年 | 4月14日  | 4-575-93391-0     |                        |
| 12 | 1995年 | 7月18日  | 4-575-93404-6     |                        |
| 13 | 1995年 | 10月26日 | 4-575-93419-4     |                        |
| 14 | 1996年 | 3月22日  | 4-575-93439-9     |                        |
| 15 | 1996年 | 7月18日  | 4-575-93457-7     |                        |
| 16 | 1996年 | 12月6日  | 4-575-93478-X     |                        |
| 17 | 1997年 | 4月15日  | 4-575-93496-8     |                        |
| 18 | 1997年 | 7月16日  | 4-575-93511-5     |                        |
| 19 | 1997年 | 12月12日 | 4-575-93542-5     |                        |
| 20 | 1998年 | 4月17日  | 4-575-93560-3     |                        |
| 21 | 1998年 | 7月22日  | 4-575-93576-X     |                        |
| 22 | 1998年 | 12月8日  | 4-575-93597-2     |                        |
| 23 | 1999年 | 4月8日   | 4-575-93611-1     |                        |
| 24 | 1999年 | 7月27日  | 4-575-93634-0     |                        |
| 25 | 1999年 | 12月8日  | 4-575-93661-8     |                        |
| 26 | 2000年 | 4月13日  | 4-575-93682-0     |                        |
| 27 | 2000年 | 7月25日  | 4-575-93703-7     |                        |
| 28 | 2000年 | 12月8日  | 4-575-93721-5     |                        |
| 29 | 2001年 | 4月18日  | 4-575-93734-7     |                        |
| 30 | 2001年 | 7月12日  | 4-575-93746-0     |                        |
| 31 | 2001年 | 12月14日 | 4-575-93765-7     |                        |
| 32 | 2002年 | 4月10日  | 4-575-93774-6     |                        |
| 33 | 2002年 | 7月18日  | 4-575-93792-4     |                        |
| 34 | 2002年 | 12月12日 | 4-575-93810-6     |                        |
| 35 | 2003年 | 4月17日  | 4-575-93824-6     |                        |
| 36 | 2003年 | 7月19日  | 4-575-93841-6     |                        |
| 37 | 2003年 | 12月12日 | 4-575-93868-8     |                        |
| 38 | 2004年 | 4月15日  | 4-575-93888-2     |                        |
| 39 | 2004年 | 7月24日  | 4-575-93898-X     |                        |
| 40 | 2004年 | 12月18日 | 4-575-93945-5     |                        |
| 41 | 2005年 | 4月15日  | 4-575-93945-5     |                        |
| 42 | 2005年 | 7月21日  | 4-575-93958-7     | 誕生15周年記念限定版。 |
| 42 | 2005年 | 7月23日  | 4-575-93959-5     |                        |
| 43 | 2005年 | 12月16日 | 4-575-93985-4     |                        |
| 44 | 2006年 | 7月14日  | 4-575-94020-8     |                        |
| 45 | 2006年 | 12月8日  | 4-575-94053-4     |                        |
| 46 | 2007年 | 7月13日  | 978-4-575-94110-4 |                        |
| 47 | 2007年 | 12月14日 | 978-4-575-94142-5 |                        |
| 48 | 2008年 | 7月25日  | 978-4-575-94182-1 |                        |
| 49 | 2009年 | 7月17日  | 978-4-575-94234-7 |                        |
| 50 | 2010年 | 7月16日  | 978-4-575-94289-7 |                        |

#### 臼井儀人&UYスタジオ 『新クレヨンしんちゃん』
双葉社〈アクションコミックス〉、既刊15巻（2025年8月9日現在）
| 巻 | 発売年 | 発売日  | ISBN              | 備考 |
| -- | ------ | ------- | ----------------- | ---- |
| 1  | 2012年 | 7月13日 | 978-4-575-94354-2 |      |
| 2  | 2013年 | 7月12日 | 978-4-575-94385-6 |      |
| 3  | 2014年 | 7月10日 | 978-4-575-94415-0 |      |
| 4  | 2015年 | 7月8日  | 978-4-575-94454-9 |      |
| 5  | 2015年 | 12月3日 | 978-4-575-94463-1 |      |
| 6  | 2016年 | 7月23日 | 978-4-575-94480-8 |      |
| 7  | 2017年 | 7月25日 | 978-4-575-94504-1 |      |
| 8  | 2018年 | 7月26日 | 978-4-575-94531-7 |      |
| 9  | 2019年 | 7月24日 | 978-4-575-94549-2 |      |
| 10 | 2020年 | 8月20日 | 978-4-575-94573-7 |      |
| 11 | 2021年 | 8月11日 | 978-4-575-94592-8 |      |
| 12 | 2022年 | 8月10日 | 978-4-575-94608-6 |      |
| 13 | 2023年 | 8月4日  | 978-4-575-94621-5 |      |
| 14 | 2024年 | 8月9日  | 978-4-575-94626-0 |      |
| 15 | 2025年 | 8月7日  | 978-4-575-94629-1 |      |

#### 『アクション仮面』
臼井儀人（キャラクター原作） / 西脇だっと（作画） / アクション仮面プロジェクト（ストーリー）  双葉社〈アクションコミックス〉、全5巻

#### 『野原ひろし 昼メシの流儀』
臼井儀人（キャラクター原作） / 塚原洋一（作画）  双葉社〈アクションコミックス〉、既刊11巻（2023年6月12日現在）

### 文庫版
- 臼井儀人 『クレヨンしんちゃん』 双葉社〈双葉文庫名作シリーズ〉、全25巻

| 巻 | 発売年 | 発売日   | ISBN              | 備考 |
| -- | ------ | -------- | ----------------- | ---- |
| 1  | 1998年 | 8月7日   | 4-575-72115-8     |      |
| 2  | 1998年 | 8月7日   | 4-575-72116-6     |      |
| 3  | 1998年 | 10月8日  | 4-575-72135-2     |      |
| 4  | 1998年 | 10月8日  | 4-575-72136-0     |      |
| 5  | 1999年 | 2月12日  | 4-575-72153-0     |      |
| 6  | 1999年 | 2月12日  | 4-575-72154-9     |      |
| 7  | 1999年 | 5月12日  | 4-575-72170-0     |      |
| 8  | 1999年 | 5月12日  | 4-575-72171-9     |      |
| 9  | 1999年 | 9月10日  | 4-575-72190-5     |      |
| 10 | 1999年 | 9月10日  | 4-575-72191-3     |      |
| 11 | 2000年 | 7月25日  | 4-575-72244-8     |      |
| 12 | 2000年 | 7月25日  | 4-575-72245-6     |      |
| 13 | 2001年 | 8月7日   | 4-575-72330-4     |      |
| 14 | 2001年 | 8月7日   | 4-575-72331-2     |      |
| 15 | 2003年 | 4月1日   | 4-575-72455-6     |      |
| 16 | 2003年 | 12月2日  | 4-575-72488-2     |      |
| 17 | 2004年 | 7月20日  | 4-575-72521-8     |      |
| 18 | 2005年 | 7月19日  | 4-575-72560-9     |      |
| 19 | 2006年 | 7月18日  | 4-575-72599-4     |      |
| 20 | 2007年 | 7月17日  | 978-4-575-72634-3 |      |
| 21 | 2008年 | 7月15日  | 978-4-575-72679-4 |      |
| 22 | 2009年 | 12月17日 | 978-4-575-72739-5 |      |
| 23 | 2011年 | 7月21日  | 978-4-575-72779-1 |      |
| 24 | 2012年 | 7月19日  | 978-4-575-72785-2 |      |
| 25 | 2013年 | 7月18日  | 978-4-575-72790-6 |      |

### 新書版
- 臼井儀人 『クレヨンしんちゃん』 双葉社〈アクションコミックス〉、既刊33巻（2012年5月12日現在）

| 編                                               | 発売年 | 発売日   | ISBN              | 備考                                 |
| ------------------------------------------------ | ------ | -------- | ----------------- | ------------------------------------ |
| ファミリー編                                     | 2000年 | 7月25日  | 4-575-96046-2     |                                      |
| 幼稚園編                                         | 2000年 | 7月25日  | 4-575-96047-0     |                                      |
| シロ編                                           | 2000年 | 7月25日  | 4-575-96048-9     |                                      |
| もうすぐ4人家族編                                | 2001年 | 4月18日  | 4-575-96060-8     | 新装版が2019年4月26日に発売された。  |
| むかしむかし…編                                  | 2001年 | 4月18日  | 4-575-96061-6     |                                      |
| ななこおねいさん編                               | 2001年 | 4月18日  | 4-575-96062-4     |                                      |
| ひまわり編                                       | 2001年 | 12月19日 | 4-575-96065-9     | 新装版が2019年7月25日に発売された。  |
| ぶりぶりざえもん編                               | 2001年 | 12月19日 | 4-575-96066-7     |                                      |
| 恋の季節編                                       | 2001年 | 12月19日 | 4-575-96046-2     |                                      |
| 銀ノ介編                                         | 2002年 | 4月10日  | 4-575-96068-3     |                                      |
| あいちゃん編                                     | 2002年 | 4月10日  | 4-575-96069-1     |                                      |
| 北与野博士編                                     | 2002年 | 4月10日  | 4-575-96070-5     |                                      |
| 刑事編                                           | 2002年 | 11月28日 | 4-575-96072-1     | 新装版が2020年1月10日に発売された。  |
| 野原家危機一髪編                                 | 2002年 | 11月28日 | 4-575-96073-X     |                                      |
| 野原家お引っ越し大パニック編                     | 2003年 | 10月11日 | 4-575-96079-9     |                                      |
| 野原家新築大作戦!編                              | 2003年 | 11月12日 | 4-575-96081-0     |                                      |
| なつかしの3人家族編                              | 2004年 | 5月12日  | 4-575-96089-6     |                                      |
| 野原家おでかけ編                                 | 2005年 | 5月12日  | 4-575-96094-2     | 新装版が2020年4月27日に発売された。  |
| 少年剣士しんのすけ編                             | 2005年 | 7月23日  | 4-575-96095-0     |                                      |
| 渡る世間はおバカばかり編                         | 2006年 | 4月12日  | 4-575-96096-9     | 新装版が2018年12月18日に発売された。 |
| 熱血!産休先生編                                  | 2006年 | 6月12日  | 4-575-96097-7     |                                      |
| ヌパン4世&エンジェル編                           | 2006年 | 10月28日 | 4-575-96098-5     |                                      |
| トラベルはトラブル!?編                           | 2007年 | 4月11日  | 978-4-575-96100-3 |                                      |
| ヒーロー大集合! !編                              | 2007年 | 10月12日 | 978-4-575-96101-0 |                                      |
| むさえ編                                         | 2008年 | 4月12日  | 978-4-575-96111-9 |                                      |
| まつざか先生編                                   | 2009年 | 1月10日  | 978-4-575-96131-7 |                                      |
| もしも××だったら!?編                             | 2009年 | 4月11日  | 978-4-575-96134-8 |                                      |
| オラの毎日が冒険だゾ!編                          | 2010年 | 4月12日  | 978-4-575-96135-5 |                                      |
| 晴れ、ときどきアッパレ! !オラは毎日お元気だゾ編  | 2010年 | 7月16日  | 978-4-575-96136-2 |                                      |
| おおっ!オラのパワーは無限大だゾ編                | 2010年 | 12月11日 | 978-4-575-96137-9 |                                      |
| オラの無敵・快適・大進撃だゾ編                   | 2011年 | 4月12日  | 978-4-575-96138-6 |                                      |
| 幸せが歩いてこなけりゃ走って行くゾ編             | 2011年 | 12月12日 | 978-4-575-96139-3 |                                      |
| みんなの笑顔が金メダル! オラリンピック開催だゾ編 | 2012年 | 5月12日  | 978-4-575-96140-9 |                                      |

### 映画ノベライズ版
- 原作は、全て臼井儀人。 / 『映画クレヨンしんちゃん』

| タイトル                               | 発売年 | 発売日   | ISBN                   | 小説     | 出版社                       |
| -------------------------------------- | ------ | -------- | ---------------------- | -------- | ---------------------------- |
| ちょー嵐を呼ぶ 金矛の勇者              | 2008年 | 7月18日  | 978-4-575-23625-5      | 石倉リサ | 双葉社                       |
| 嵐を呼ぶ 歌うケツだけ爆弾!             | 2008年 | 7月18日  | 978-4-575-23624-8      | 石倉リサ | 双葉社                       |
| ガチンコ! 逆襲のロボとーちゃん         | 2015年 | 7月18日  | 978-4-575-23912-6      | 蒔田陽平 | 双葉社〈双葉社ジュニア文庫〉 |
| オラの引越し物語 サボテン大襲撃        | 2015年 | 11月20日 | 978-4-575-23931-7      | 蒔田陽平 | 双葉社〈双葉社ジュニア文庫〉 |
| 爆睡! ユメミーワールド大突撃           | 2016年 | 4月19日  | 978-4-575-23958-4      | 蒔田陽平 | 双葉社〈双葉社ジュニア文庫〉 |
| 襲来! !宇宙人シリリ                    | 2017年 | 4月18日  | 978-4-575-24031-3      | 蒔田陽平 | 双葉社〈双葉社ジュニア文庫〉 |
| 爆盛！カンフーボーイズ～拉麺大乱～     | 2018年 | 4月17日  | 978-4-575-24093-1      | 蒔田陽平 | 双葉社〈双葉社ジュニア文庫〉 |
| 新婚旅行ハリケーン ～失われたひろし～  | 2019年 | 4月23日  | 978-4-575-24169-3      | 蒔田陽平 | 双葉社〈双葉社ジュニア文庫〉 |
| 激突! ラクガキングダムとほぼ四人の勇者 | 2020年 | 4月24日  | 978-4-575-24271-3      | 蒔田陽平 | 双葉社〈双葉社ジュニア文庫〉 |
| 謎メキ! 花の天カス学園                 | 2021年 | 4月23日  | 978-4-575-24402-1      | 蒔田陽平 | 双葉社〈双葉社ジュニア文庫〉 |
| もののけニンジャ珍風伝                 | 2022年 | 4月21日  | ISBN 978-4-575-24512-7 | 蒔田陽平 | 双葉社〈双葉社ジュニア文庫〉 |
| 超能力大決戦 ～とべとべ手巻き寿司～    | 2023年 | 8月2日   | ISBN 978-4-575-24655-1 | 蒔田陽平 | 双葉社〈双葉社ジュニア文庫〉 |
| オラたちの恐竜日記                     | 2024年 | 8月7日   | ISBN 978-4-575-24762-6 | 蒔田陽平 | 双葉社〈双葉社ジュニア文庫〉 |
| 超華麗!灼熱のカスカベダンサーズ        | 2025年 | 8月6日   | ISBN 978-4-575-24839-5 | 蒔田陽平 | 双葉社〈双葉社ジュニア文庫〉 |

### 映画コミカライズ版
- 臼井儀人（原作） / 『映画クレヨンしんちゃん完全コミック』 双葉社〈アクションコミックス〉、既刊24巻（2022年11月30日現在）

| タイトル                               | 発売年 | 発売日   | ISBN                   | 作画       | 備考 |
| -------------------------------------- | ------ | -------- | ---------------------- | ---------- | ---- |
| ちょー嵐を呼ぶ 金矛の勇者              | 2008年 | 7月25日  | 978-4-575-83517-5      | 高田ミレイ |      |
| 嵐を呼ぶアッパレ!戦国大合戦            | 2009年 | 8月20日  | 978-4-575-94241-5      | 高田ミレイ |      |
| オタケベ！カスカベ野生王国             | 2009年 | 12月12日 | 978-4-575-94256-9      | 高田ミレイ |      |
| 嵐を呼ぶモーレツ!オトナ帝国の逆襲      | 2010年 | 7月16日  | 978-4-575-94290-3      | 高田ミレイ |      |
| 超時空!嵐を呼ぶオラの花嫁              | 2010年 | 12月11日 | 978-4-575-94300-9      | 高田ミレイ |      |
| アクション仮面VSハイグレ魔王           | 2011年 | 7月12日  | 978-4-575-94324-5      | 高田ミレイ |      |
| 嵐を呼ぶ黄金のスパイ大作戦             | 2011年 | 12月12日 | 978-4-575-94338-2      | 高田ミレイ |      |
| ブリブリ王国の秘宝                     | 2012年 | 7月12日  | 978-4-575-94355-9      | 高田ミレイ |      |
| オラと宇宙のプリンセス                 | 2012年 | 12月12日 | 978-4-575-94370-2      | 高田ミレイ |      |
| 雲黒斎の野望                           | 2013年 | 7月12日  | 978-4-575-94387-0      | 高田ミレイ |      |
| バカうまっ!B級グルメサバイバル! !      | 2013年 | 12月12日 | 978-4-575-94399-3      | 高田ミレイ |      |
| ガチンコ!逆襲のロボとーちゃん 上       | 2014年 | 4月10日  | 978-4-575-96144-7      | 相庭健太   |      |
| ヘンダーランドの大冒険                 | 2014年 | 7月10日  | 978-4-575-94414-3      | 高田ミレイ |      |
| ガチンコ!逆襲のロボとーちゃん 下       | 2014年 | 11月10日 | 978-4-575-96148-5      | 相庭健太   |      |
| 嵐を呼ぶ 歌うケツだけ爆弾!             | 2014年 | 12月10日 | 978-4-575-94432-7      | 高田ミレイ |      |
| オラの引越し物語 サボテン大襲撃        | 2015年 | 4月18日  | 978-4-575-96152-2      | 高田ミレイ |      |
| 暗黒タマタマ大追跡                     | 2015年 | 7月10日  | 978-4-575-94453-2      | 高田ミレイ |      |
| 爆睡! ユメミーワールド大突撃           | 2016年 | 4月16日  | 978-4-575-96172-0      | 高田ミレイ |      |
| 襲来! ! 宇宙人シリリ                   | 2017年 | 4月15日  | 978-4-575-96194-2      | 高田ミレイ |      |
| 爆盛! カンフーボーイズ ～拉麺大乱～    | 2018年 | 4月13日  | 978-4-575-96204-8      | 高田ミレイ |      |
| 新婚旅行ハリケーン ～失われたひろし～  | 2019年 | 4月19日  | 978-4-575-96211-6      | 高田ミレイ |      |
| 激突! ラクガキングダムとほぼ四人の勇者 | 2020年 | 4月24日  | 978-4-575-96216-1      | 高田ミレイ |      |
| 謎メキ！花の天カス学園                 | 2021年 | 4月23日  | 978-4-575-96219-2      | 高田ミレイ |      |
| もののけニンジャ珍風伝                 | 2022年 | 4月22日  | 978-4-575-96222-2      | 高田ミレイ |      |
| 超能力大決戦 〜とべとべ手巻き寿司〜    | 2023年 | 8月4日   | ISBN 978-4-575-96223-9 | 高田ミレイ |      |
| オラたちの恐竜日記                     | 2024年 | 8月9日   | ISBN 978-4-575-96224-6 | 高田ミレイ |      |
| 超華麗!灼熱のカスカベダンサーズ        | 2025年 | 8月7日   | ISBN 978-4-575-96225-3 | 高田ミレイ |      |

### ベスト版
- 臼井儀人 『クレヨンしんちゃんベストセレクション 初期ギャグ傑作選』 双葉社〈アクションコミックス〉、既刊6巻（2014年12月10日現在）

| タイトル                                                                       | 発売年 | 発売日   | ISBN              | 備考                          |
| ------------------------------------------------------------------------------ | ------ | -------- | ----------------- | ----------------------------- |
| すべてはここからはじまった! 編                                                 | 2010年 | 6月28日  | 978-4-575-94284-2 | 文庫版が2024年4月10日に発売。 |
| 初期ギャグ傑作選 春日部より愛をこめて! 編                                      | 2011年 | 1月12日  | 978-4-575-94305-4 |                               |
| 中期ギャグ傑作選 しんのすけVSひまわり 最強コンビ伝説                           | 2011年 | 7月12日  | 978-4-575-94323-8 |                               |
| 後期ギャグ傑作選 しんのすけと仲間たち! 心に残るあのキャラこのキャラ大集合! !編 | 2012年 | 6月12日  | 978-4-575-94350-4 |                               |
| ちょっといい話がいっぱい! !編                                                  | 2013年 | 7月12日  | 978-4-575-94386-3 |                               |
| ちょっといい話がいっぱい! !編 パート2                                          | 2014年 | 12月10日 | 978-4-575-94433-4 |                               |

### アニメコミック版

#### 臼井儀人 『クレヨンしんちゃんTheアニメ』 双葉社〈アクションコミックス〉、既刊16巻（2023年8月20日現在）
| タイトル                        | 発売年 | 発売日   | ISBN              | 備考 |
| ------------------------------- | ------ | -------- | ----------------- | ---- |
| ひまわり誕生                    | 2011年 | 4月12日  | 978-4-575-83892-3 |      |
| オラはやさしいお兄ちゃんだゾ！  | 2011年 | 11月11日 | 978-4-575-83892-3 |      |
| オラは子守上手だゾ！            | 2012年 | 4月12日  | 978-4-575-84057-5 |      |
| ひまわりの初めてのお注射だゾ!   | 2012年 | 12月12日 | 978-4-575-84172-5 |      |
| お兄ちゃんだって甘えたいゾ!     | 2013年 | 4月12日  | 978-4-575-84215-9 |      |
| オオクワガタをとりに行くゾ!     | 2013年 | 7月12日  | 978-4-575-84258-6 |      |
| ひまわりはオラより人気者だゾ!   | 2013年 | 12月12日 | 978-4-575-84318-7 |      |
| ひまわりの将来がシンパイだゾ!   | 2014年 | 4月10日  | 978-4-575-84389-7 |      |
| じいちゃんの家で遊ぶゾ!         | 2014年 | 7月10日  | 978-4-575-84452-8 |      |
| 母ちゃんの苦労はたえないゾ!     | 2014年 | 10月10日 | 978-4-575-84508-2 |      |
| 謎の美女とスキー教室だゾ!       | 2014年 | 12月10日 | 978-4-575-84551-8 |      |
| 遠足でまたまた迷子になったゾ!   | 2015年 | 4月10日  | 978-4-575-84609-6 |      |
| オラだってカレーを作れるゾ!     | 2015年 | 7月10日  | 978-4-575-84651-5 |      |
| ひまわりがモデルになるゾ!       | 2015年 | 10月10日 | 978-4-575-84705-5 |      |
| おそうじ道具で遊んじゃうゾ!     | 2016年 | 2月12日  | 978-4-575-84759-8 |      |
| おねいさんとプールに入りたいゾ! | 2016年 | 6月11日  | 978-4-575-84813-7 |      |

#### 臼井儀人（原作） / 中島かずき（脚本） / 相庭健太（作画） 『クレヨンしんちゃん SHIN-MEN』 双葉社〈アクションコミックス〉、全3巻
| 巻 | 発売年 | 発売日   | ISBN              | 備考 |
| -- | ------ | -------- | ----------------- | ---- |
| 1  | 2011年 | 11月17日 | 978-4-575-83991-3 |      |
| 2  | 2012年 | 9月12日  | 978-4-575-84132-9 |      |
| 3  | 2013年 | 8月10日  | 978-4-575-84275-3 |      |

#### 臼井儀人（原作） / 西口達也（作画）  / テレビ朝日・シンエイ動画（株）（アニメーション原案）
| タイトル                                       | 発売年 | 発売日  | ISBN              | 備考 |
| ---------------------------------------------- | ------ | ------- | ----------------- | ---- |
| クレヨンしんちゃん外伝 エイリアンVS.しんのすけ | 2017年 | 3月11日 | 978-4-575-96191-1 |      |

### ジュニア版
- 臼井儀人 『クレヨンしんちゃん』 双葉社〈アクションコミックス〉、全26巻

| 巻 | 発売年 | 発売日   | ISBN              | 備考 |
| -- | ------ | -------- | ----------------- | ---- |
| 1  | 2015年 | 6月27日  | 978-4-575-96155-3 |      |
| 2  | 2015年 | 6月27日  | 978-4-575-96156-0 |      |
| 3  | 2015年 | 6月27日  | 978-4-575-96157-7 |      |
| 4  | 2015年 | 7月28日  | 978-4-575-96158-4 |      |
| 5  | 2015年 | 8月28日  | 978-4-575-96160-7 |      |
| 6  | 2015年 | 9月28日  | 978-4-575-96162-1 |      |
| 7  | 2015年 | 10月28日 | 978-4-575-96163-8 |      |
| 8  | 2015年 | 11月27日 | 978-4-575-96165-2 |      |
| 9  | 2015年 | 12月28日 | 978-4-575-96167-6 |      |
| 10 | 2016年 | 3月12日  | 978-4-575-96170-6 |      |
| 11 | 2016年 | 4月16日  | 978-4-575-96173-7 |      |
| 12 | 2016年 | 6月11日  | 978-4-575-96176-8 |      |
| 13 | 2016年 | 8月12日  | 978-4-575-96178-2 |      |
| 14 | 2016年 | 10月12日 | 978-4-575-96182-9 |      |
| 15 | 2016年 | 12月12日 | 978-4-575-96185-0 |      |
| 16 | 2017年 | 2月10日  | 978-4-575-96189-8 |      |
| 17 | 2017年 | 4月12日  | 978-4-575-96193-5 |      |
| 18 | 2017年 | 6月12日  | 978-4-575-96195-9 |      |
| 19 | 2017年 | 8月10日  | 978-4-575-96197-3 |      |
| 20 | 2017年 | 10月12日 | 978-4-575-96199-7 |      |
| 21 | 2017年 | 12月12日 | 978-4-575-96200-0 |      |
| 22 | 2018年 | 2月10日  | 978-4-575-96201-7 |      |
| 23 | 2018年 | 4月12日  | 978-4-575-96203-1 |      |
| 24 | 2018年 | 6月12日  | 978-4-575-96205-5 |      |
| 25 | 2018年 | 8月9日   | 978-4-575-96207-9 |      |
| 26 | 2018年 | 10月12日 | 978-4-575-96208-6 |      |

### 関連書籍
特記のない限り発行元は双葉社。著者名は省略。

#### クレヨンしんちゃんゲームブック
| タイトル                                                                        | 発売年 | 発売日   | ISBN          | 備考 |
| ------------------------------------------------------------------------------- | ------ | -------- | ------------- | ---- |
| クレヨンしんちゃんゲームブック 1 アクション仮面をたすけるゾの巻                 | 1993年 | 12月10日 | 4-575-28281-2 |      |
| クレヨンしんちゃんゲームブック 2 クイズ大魔王のふくしゅうの巻                   | 1994年 | 4月22日  | 4-575-28329-0 |      |
| クレヨンしんちゃんゲームブック 3 グルメ将軍のちょうせんの巻                     | 1994年 | 7月27日  | 4-575-28363-0 |      |
| クレヨンしんちゃんゲームブック 4 かいとうナゾーのちょうせんの巻                 | 1994年 | 12月12日 | 4-575-28410-6 |      |
| クレヨンしんちゃんゲームブック 5 ようかいニンジャをたおせの巻                   | 1995年 | 5月19日  | 4-575-28460-2 |      |
| クレヨンしんちゃんゲームブック 6 桃太郎でオニたいじだゾの巻                     | 1995年 | 9月28日  | 4-575-28500-5 |      |
| クレヨンしんちゃんゲームブック 7 トーテムポールの呪いをとけの巻                 | 1996年 | 1月19日  | 4-575-28548-X |      |
| クレヨンしんちゃんゲームブック 8 ナゾの人形と大冒険旅行だゾの巻                 | 1996年 | 7月5日   | 4-575-28612-5 |      |
| クレヨンしんちゃんゲームブック 9 雪山で、スキーだ！レースだ！大パニック！！の巻 | 1997年 | 12月10日 | 4-575-28799-7 |      |
| クレヨンしんちゃんゲームブック 10 のはら一家九州へ行く！！の巻                  | 1998年 | 7月30日  | 4-575-28867-5 |      |

#### クレヨンしんちゃんのなんでも百科シリーズ
| タイトル                                                                      | 発売年 | 発売日・発行日 | ISBN              | 備考                                                                    |
| ----------------------------------------------------------------------------- | ------ | -------------- | ----------------- | ----------------------------------------------------------------------- |
| クレヨンしんちゃんのまんがなぜなにブック                                      | 1997年 | 7月18日        | 4-575-28748-2     |                                                                         |
| クレヨンしんちゃんのまんがことわざ辞典                                        | 1997年 | 7月            | 4-575-28747-4     | 新版が2013年5月23日に発売された。                                       |
| クレヨンしんちゃんのまんがかんじじてん                                        | 1997年 | 12月10日       | 4-575-28798-9     |                                                                         |
| クレヨンしんちゃんのなぞなぞ4こまブック                                       | 1998年 | 4月23日        | 4-575-28825-X     |                                                                         |
| クレヨンしんちゃんのことばことわざじてん                                      | 1999年 | 3月12日        | 4-575-28944-2     |                                                                         |
| クレヨンしんちゃんのまんが昆虫おもしろブック                                  | 2000年 | 7月5日         | 4-575-29120-X     |                                                                         |
| クレヨンしんちゃんのまんがことわざクイズブック                                | 2003年 | 4月8日         | 4-575-29551-5     |                                                                         |
| クレヨンしんちゃんのまんが都道府県おもしろブック                              | 2004年 | 4月            | 4-575-29689-9     | 新版が2014年9月10日に発売された。 改訂新版が2024年3月21日に発売された。 |
| クレヨンしんちゃんの昆虫おもしろクイズブック                                  | 2005年 | 6月20日        | 4-575-29807-7     |                                                                         |
| クレヨンしんちゃんのまんが世界の国おもしろブック                              | 2005年 | 6月28日        | 4-575-29811-5     | 新版が2024年7月25日に発売された。                                       |
| クレヨンしんちゃんの漢字おもしろクイズブック                                  | 2005年 | 7月15日        | 4-575-29819-0     |                                                                         |
| クレヨンしんちゃんのまんが日本の歴史おもしろブック 1 旧石器時代～鎌倉時代前期 | 2006年 | 4月25日        | 4-575-29883-2     | 新版が2017年3月17日に発売された。                                       |
| クレヨンしんちゃんのまんが日本の歴史おもしろブック 2 鎌倉時代後期～江戸時代   | 2006年 | 11月14日       | 4-575-29928-6     | 新版が2017年7月7日に発売された。                                        |
| クレヨンしんちゃんのまんが四字熟語辞典                                        | 2007年 | 6月5日         | 978-4-575-29970-0 | 新版が2017年10月20日に発売された。                                      |
| クレヨンしんちゃんのまんが科学のふしぎなぜなにブック                          | 2007年 | 6月5日         | 978-4-575-29975-5 | 改訂版が2007年8月28日に発売された。                                     |
| クレヨンしんちゃんのまんが世界の偉人20人                                      | 2008年 | 7月15日        | 978-4-575-30029-1 |                                                                         |
| クレヨンしんちゃんのまんが恐竜おもしろブック                                  | 2009年 | 6月30日        | 978-4-575-30141-0 |                                                                         |
| クレヨンしんちゃんのまんがお仕事おもしろ百科                                  | 2009年 | 7月            | 978-4-575-30144-1 | 新版が2015年9月4日に発売された。 改訂新版が2025年3月19日に発売された。  |
| クレヨンしんちゃんのまんが世界遺産おもしろブック                              | 2009年 | 7月            | 978-4-575-30138-0 | 新版が2015年6月19日に発売された。改訂新版が2025年7月25日に発売された。  |
| クレヨンしんちゃんのまんが「理科のどうして？」なるほどブック                  | 2010年 | 5月19日        | 978-4-575-30219-6 |                                                                         |
| クレヨンしんちゃんの47都道府県なるほど地図帳                                  | 2010年 | 12月           | 978-4-575-30271-4 | 新版が2014年2月21日に発売された。 改訂新版が2019年12月6日に発売された。 |
| クレヨンしんちゃんのまんが算数ひらめきブック                                  | 2011年 | 2月18日        | 978-4-575-30292-9 |                                                                         |
| クレヨンしんちゃんのまんが自然観察なるほどブック                              | 2011年 | 4月8日         | 978-4-575-30305-6 |                                                                         |
| クレヨンしんちゃんのまんがものの数え方図鑑                                    | 2011年 | 7月22日        | 978-4-575-30331-5 |                                                                         |
| クレヨンしんちゃんのまんが宇宙のふしぎなぜなにブック                          | 2011年 | 7月22日        | 978-4-575-30332-2 |                                                                         |
| クレヨンしんちゃんのまんが体育おもしろ上達ブック                              | 2011年 | 9月16日        | 978-4-575-30352-0 |                                                                         |
| クレヨンしんちゃんのまんがかん字読み書き使い方ブック 1･2年生用                | 2012年 | 2月23日        | 978-4-575-30390-2 |                                                                         |
| クレヨンしんちゃんのまんが慣用句まるわかり辞典                                | 2012年 | 4月27日        | 978-4-575-30418-3 | 新版が2019年6月24日に発売された。                                       |
| クレヨンしんちゃんのまんが天気のしくみなるほどブック                          | 2012年 | 4月27日        | 978-4-575-30417-6 |                                                                         |
| クレヨンしんちゃんのまんが日本と世界のつながりまるわかりブック                | 2012年 | 10月26日       | 978-4-575-30467-1 |                                                                         |
| クレヨンしんちゃんのまんが英語入門ブック                                      | 2013年 | 1月18日        | 978-4-575-30494-7 | 新版が2024年7月25日に発売された。                                       |
| クレヨンしんちゃんのまんが漢字の使い分けブック                                | 2013年 | 3月22日        | 978-4-575-30513-5 |                                                                         |
| クレヨンしんちゃんのまんが正しい日本語おぼえるぞブック                        | 2014年 | 3月24日        | 978-4-575-30644-6 |                                                                         |
| クレヨンしんちゃんのまんがオリンピックなるほどブック                          | 2014年 | 4月18日        | 978-4-575-30661-3 |                                                                         |
| クレヨンしんちゃんのまんが宇宙の旅わくわく図鑑                                | 2014年 | 7月11日        | 978-4-575-30697-2 |                                                                         |
| クレヨンしんちゃんのまんが親子で鉄道なるほどブック                            | 2014年 | 11月26日       | 978-4-575-30778-8 |                                                                         |
| クレヨンしんちゃんのまんが続・四字熟語辞典                                    | 2015年 | 3月25日        | 978-4-575-30853-2 |                                                                         |
| クレヨンしんちゃんのまんが世界の名作文学                                      | 2015年 | 5月22日        | 978-4-575-30882-2 |                                                                         |
| クレヨンしんちゃんのまんが自由研究満点ブック                                  | 2015年 | 6月19日        | 978-4-575-30891-4 |                                                                         |
| クレヨンしんちゃんのまんが白地図ぬり絵ブック                                  | 2016年 | 4月15日        | 978-4-575-31132-7 |                                                                         |
| クレヨンしんちゃんの世界の国なるほど地図帳                                    | 2016年 | 6月23日        | 978-4-575-31142-6 |                                                                         |
| クレヨンしんちゃんのパズルで漢字                                              | 2016年 | 11月22日       | 978-4-575-31198-3 |                                                                         |
| クレレヨンしんちゃんのまんが日本の偉人                                        | 2018年 | 7月27日        | 978-4-575-31378-9 |                                                                         |

#### 公式ガイドブック
| タイトル                                                                           | 発売年 | 発売日   | ISBN              | 備考 |
| ---------------------------------------------------------------------------------- | ------ | -------- | ----------------- | ---- |
| クレヨンしんちゃん嵐を呼ぶシネマランドの大冒険！公式ガイドブック                   | 2004年 | 4月16日  | 4-575-16421-6     |      |
| クレヨンしんちゃん伝説を呼ぶオマケの都ショックガーン!公式ガイドブック              | 2006年 | 3月23日  | 4-575-16454-2     |      |
| クレヨンしんちゃん 最強家族カスカベキング うぃ～ 公式ガイドブック                  | 2006年 | 12月21日 | 4-575-16459-3     |      |
| クレヨンしんちゃんDS 嵐を呼ぶ ぬってクレヨ～ン大作戦 公式ガイドブック              | 2007年 | 3月22日  | 978-4-575-16463-3 |      |
| クレヨンしんちゃん 嵐を呼ぶ シネマランド カチンコガチンコ大活劇！ 公式ガイドブック | 2008年 | 3月21日  | 978-4-575-16473-2 |      |
| クレヨンしんちゃん 嵐を呼ぶねんどろろ～ん大変身！ 公式ガイドブック                 | 2009年 | 3月20日  | 978-4-575-16480-0 |      |
| 映画クレヨンしんちゃん 25周年公式ガイドブック                                      | 2017年 | 4月14日  | 978-4-575-31246-1 |      |
| クレヨンしんちゃん オラと博士の夏休み ～おわらない七日間の旅～                     | 2021年 | 8月20日  | 978-4-575-31644-5 |      |
| クレヨンしんちゃん 『炭の町のシロ』 公式ガイドブック                               | 2024年 | 2月29日  | 978-4-575-31864-7 |      |

#### 先生は教えてくれない!シリーズ
| タイトル                                                                                      | 発売年 | 発売日   | ISBN              | 備考 |
| --------------------------------------------------------------------------------------------- | ------ | -------- | ----------------- | ---- |
| 先生は教えてくれない! クレヨンしんちゃんの友だちづきあいに大切なこと                          | 2017年 | 3月10日  | 978-4-575-31229-4 |      |
| 先生は教えてくれない! クレヨンしんちゃんの自分でもできるお片づけ                              | 2017年 | 11月24日 | 978-4-575-31319-2 |      |
| 先生は教えてくれない! クレヨンしんちゃんのアブナイ!ことから自分を守るために知っておきたいこと | 2018年 | 11月22日 | 978-4-575-31407-6 |      |
| 先生は教えてくれない! クレヨンしんちゃんの自分の気持ちを伝えよう!                             | 2020年 | 3月19日  | 978-4-575-31538-7 |      |
| 先生は教えてくれない! クレヨンしんちゃんの「やる気」がどんどん出てくる方法                    | 2020年 | 11月13日 | 978-4-575-31585-1 |      |
| 先生は教えてくれない! クレヨンしんちゃんの手足を使って元気になろう!                           | 2021年 | 11月18日 | 978-4-575-31675-9 |      |
| 先生は教えてくれない! クレヨンしんちゃんの折れない心をつくる本                                | 2022年 | 11月17日 | 978-4-575-31761-9 |      |
| 先生は教えてくれない! クレヨンしんちゃんの友だちをつくろう!                                   | 2023年 | 11月22日 | 978-4-575-31837-1 |      |
| 先生は教えてくれない! クレヨンしんちゃんの勉強がどんどん楽しくなる!                           | 2024年 | 12月11日 | 978-4-575-31933-0 |      |

#### クレヨンしんちゃんドリルシリーズ
| タイトル                                                                           | 発売年 | 発売日   | ISBN              | 備考 |
| ---------------------------------------------------------------------------------- | ------ | -------- | ----------------- | ---- |
| クレヨンしんちゃんの1年生のかん字                                                  | 2005年 | 7月19日  | 4-575-47758-3     |      |
| クレヨンしんちゃんの漢字ドリルブック 1年生                                         | 2008年 | 1月29日  | 978-4-575-30015-4 |      |
| クレヨンしんちゃんの漢字ドリルブック 2年生                                         | 2008年 | 3月18日  | 978-4-575-30021-5 |      |
| クレヨンしんちゃんドリル クレヨンしんちゃん国語ドリル 小学1年生 かん字             | 2024年 | 2月21日  | 978-4-575-31856-2 |      |
| クレヨンしんちゃんドリル クレヨンしんちゃん国語ドリル 小学2年生 かん字             | 2024年 | 2月21日  | 978-4-575-31858-6 |      |
| クレヨンしんちゃんドリル クレヨンしんちゃん算数ドリル 小学1年生 たしざん・ひきざん | 2024年 | 2月21日  | 978-4-575-31857-9 |      |
| クレヨンしんちゃんドリル クレヨンしんちゃん算数ドリル 小学2年生 かけ算             | 2024年 | 2月21日  | 978-4-575-31860-9 |      |
| クレヨンしんちゃんドリル クレヨンしんちゃん算数ドリル 小学2年生 たしざん・ひきざん | 2024年 | 2月21日  | 978-4-575-31859-3 |      |
| クレヨンしんちゃん国語ドリル 小学1年生 ごい・ことば                                | 2024年 | 7月25日  | 978-4-575-31891-3 |      |
| クレヨンしんちゃん算数ドリル 小学1年生 ずけい・たんい                              | 2024年 | 7月25日  | 978-4-575-31892-0 |      |
| クレヨンしんちゃんドリル クレヨンしんちゃんこくごドリル 入学準備                   | 2024年 | 11月20日 | 978-4-575-31930-9 |      |
| クレヨンしんちゃんドリル クレヨンしんちゃんさんすうドリル 入学準備                 | 2024年 | 11月20日 | 978-4-575-31931-6 |      |
| クレヨンしんちゃんドリル クレヨンしんちゃん 幼児ドリル はじめてのえんぴつ          | 2025年 | 2月19日  | 978-4-575-31952-1 |      |
| クレヨンしんちゃんドリル クレヨンしんちゃん 幼児ドリル めいろ                      | 2025年 | 2月19日  | 978-4-575-31953-8 |      |
| クレヨンしんちゃん 国語ドリル 小学2年生 語い・ことば                               | 2025年 | 6月18日  | 978-4-575-31979-8 |      |
| クレヨンしんちゃん 算数ドリル 小学1年生 文しょうだい                               | 2025年 | 6月18日  | 978-4-575-31978-1 |      |

#### その他
| タイトル                                                                 | 発売年 | 発売日  | ISBN              | 備考                                |
| ------------------------------------------------------------------------ | ------ | ------- | ----------------- | ----------------------------------- |
| クレヨンしんちゃんの頭をやわらかくする右脳ブック                         | 2005年 | 7月12日 | 4-575-29818-2     |                                     |
| クレヨンしんちゃん親子学 子育てにとても大切な27のヒント                  | 2006年 | 4月25日 | 4-575-29890-5     |                                     |
| クレヨンしんちゃん親子学II のびのび子育て こんなお母さんなら大丈夫!      | 2007年 | 4月24日 | 978-4-575-29969-4 |                                     |
| クレヨンしんちゃんのおもしろキャラクターおりがみ                         | 2008年 | 3月17日 | 978-4-575-47988-1 |                                     |
| みさえの愛情たっぷり手ぬきレシピ                                         | 2009年 | 3月25日 | 978-4-575-30115-1 | 新版が2024年4月17日に発売された。   |
| クレヨンしんちゃん大全                                                   | 2011年 | 4月15日 | 978-4-575-30308-7 |                                     |
| オタフクソースで作ろう! クレヨンしんちゃん メチャうま! ! B級グルメレシピ | 2013年 | 4月12日 | 978-4-575-30520-3 |                                     |
| 野原ひろしの名言 「クレヨンしんちゃん」に学ぶ幸せの作り方』              | 2014年 | 4月25日 | 978-4-575-30663-7 | 文庫版が2024年4月10日に発売された。 |
| 野原ひろしの名言 「クレヨンしんちゃん」に学ぶ家族愛                      | 2015年 | 4月17日 | 978-4-575-30857-0 |                                     |
| クレヨンしんちゃんの防災コミック 地震だ!その時オラがひとりだったら       | 2016年 | 3月11日 | 978-4-575-31108-2 | 新版が2019年5月19日に発売された。   |
| クレヨンしんちゃんトラベルボストンバッグBOOK                             | 2018年 | 7月19日 | 978-4-575-45757-5 |                                     |
| 「HELLO KITTY×CRAYON SHINCHAN」コラボオフィシャルBOOK                    | 2019年 | 4月5日  | 978-4-575-79147-1 |                                     |
| クレヨンしんちゃん大全 2020年増補版                                      | 2020年 | 8月21日 | 978-4-575-31566-0 |                                     |

## アニメ

### テレビアニメ
テレビ朝日系列にて1992年4月13日から月曜夜7時00分枠で放送開始。その後1996年4月12日より金曜夜7時30分に枠移動した。『あたしンち』のアニメの放送開始に伴い、2002年4月20日から一時期土曜日に放送されていたが、『あたしンち』の放送枠移動後の2004年10月22日からは再び金曜日の7時30分に放送されるようになった。2019年10月改編において、『ドラえもん』と共に土曜日夕方へ枠移動した（本作が土曜日に枠移動されるのは約15年ぶり）。日本国外でも放送されている国がある。一度の放送で3回構成となっているが、金曜日夜時代ではスペシャルを除き2回または1回となっており、土曜日夕方に移動した後は再放送を含めた3回構成になっている。これ以前にも新作公開映画宣伝を兼ねて放送済みのエピソードが再放送されることがあり、2002年3月には春休み・アッパレ!戦国大合戦の宣伝を兼ねてと放送開始10周年記念として1997年と1998年放送のエピソードの一部がテーマ曲変更・アイキャッチの一部を再編集の上、「アンコールF」枠で傑作選として再放送された。この放送が好評だったことから2004年まで、映画の宣伝を兼ねて毎年行われた。また、CS放送のテレ朝チャンネルでも現在までにかけて再放送が行われている（ただし、サブタイトル・アイキャッチはカットまたは再編集で新しいバージョンに変更されている）。長年見逃し配信は行っていなかったが、2022年7月2日分の放送から見逃し配信を開始。TVer、ABEMA、テレ朝動画で1週間見ることができる。

### WEBアニメ
2016年8月3日から2017年8月23日までAmazonプライム・ビデオで毎週水曜日に独占配信されたウェブアニメ。計4シリーズ存在し、いずれもクレヨンしんちゃんとしては初の連続ドラマ形式である。

## 映画
アニメ映画は一貫して東宝が配給を行い、1作目『アクション仮面VSハイグレ魔王』、29作目『謎メキ!花の天カス学園』、番外作『超能力大決戦 〜とべとべ手巻き寿司～』、31作目『オラたちの恐竜日記』以降は夏休みに公開、28作目『激突! ラクガキングダムとほぼ四人の勇者』、は秋に公開、2作目『ブリブリ王国の秘宝』から30作目『もののけニンジャ珍風伝』までは、28作目、29作目を除き春のゴールデンウィーク前（4月の3-4週目の金・土曜日）に公開されていた。海外では東アジア・東南アジアを中心に公開されている。
2009年には第10作『嵐を呼ぶ アッパレ!戦国大合戦』を原案とした実写映画である山崎貴監督の『BALLAD 名もなき恋のうた』が公開された。

## 実写
2025年4月9日、『やかんの麦茶』とコラボし、20年後が舞台の実写化ショートドラマ『もうひとつのクレヨンしんちゃん やかんの家族だゾ!』がやかんの麦茶公式Instagramや日本コカ・コーラ公式YouTubeで公開された。なおショートムービーの告知動画としてCMでも起用されている。

### 話一覧
| 話数  | タイトル                          | 公開日         |
| ----- | --------------------------------- | -------------- |
| 第1話 | 「やかんの家族だゾ!しんのすけ」篇 | 4月9日 4月21日 |
| 第2話 | 「やかんの家族だゾ!ひろし」篇     | 4月9日 4月21日 |
| 第3話 | 「やかんの家族だゾ!みさえ」篇     | 4月9日 4月21日 |
| 第4話 | 「園長先生とズンバだゾ!」篇       | 4月21日        |
| 第5話 | 「一人暮らしの夜だゾ!」篇         | 4月21日        |
| 第6話 | 「お久しぶりの春日部だゾ!」篇     | 6月25日        |
| 第7話 | 「野原一家ファイヤーだゾ!」篇     | 7月22日        |

### キャスト
- 野原しんのすけ - 高橋文哉[397]
- 野原みさえ - 麻生久美子[397]
- 野原ひろし - 原田泰造[397]
- 野原ひまわり - 畑芽育[398]
- アクション仮面 - 青柳翔
- 桜ミミ子 - 中井友望
- 園長先生 - 六平直政[399]
- 四郎 - 中岡創一

## ゲーム
- トレーディングカードゲーム
  - ヴァイスシュヴァルツ クレヨンしんちゃんトライアルデッキ＆ブースターパック（2014年4月18日、ブシロード）
- ボードゲーム
  - オラとあそぼう！ おあそびゲーム箱（不明、ユタカ）
  - クレヨンしんちゃん うちのしんのすけゲーム おらと母ちゃんのおバカな一日…。（1992年、ユタカ） - 福笑いをモチーフにしたルーレット式ボードゲーム。
  - クレヨンしんちゃん みんなそろってお買い物ゲーム（1992年、バンダイ）
  - クレヨンしんちゃん おあそびゲーム箱（1993年、ユタカ）
  - クレヨンしんちゃん 絵あわせゲーム ドンジャラ（1993年、バンダイ）
  - クレヨンしんちゃん パフパフサッカー（1993年、バンダイ）
  - クレヨンしんちゃん あそんでクレヨン（1993年、バンプレスト）
  - クレヨンしんちゃん みんなでるーれっと（バンプレスト）
  - クレヨンしんちゃん 対決！ぶーぶーケツミントン（2017年9月28日、セガトイズ）
  - クレヨンしんちゃん ドキドキ回転チョコビーム！チョコビ争奪すごろく（2017年10月26日、セガトイズ）
  - クレヨンしんちゃん ドキがムネムネ～♪とべとべバルーン（2017年12月28日、セガトイズ）
  - ドンジャラ クレヨンしんちゃん（2020年10月24日、バンダイナムコ）
  - しんちゃんのおしリバーシゲーム（2023年2月29日、エンスカイ）
  - クレヨンしんちゃん オセロパーティーだゾ！（2023年10月30日、ハート）
- パソコンゲーム
  - クレヨンしんちゃん オラのほんとの母ちゃんやーい（1997年、バンダイビジュアル）
  - パソコンやろうよ!マウスでジグソーパズル クレヨンしんちゃん（2002年1月18日、ドラート）
  - クレヨンしんちゃん オラと一緒に英語する?（2002年8月30日、ラッセル）
    - 韓国のみ発売作品（韓国語Windows版・韓国語専用ゲームソフト）[400][401][402][403]
    - 짱구는 못말려!【日：クレヨンしんちゃん！】（1997年、Reality Weaver・サムスン電子）
    - 짱구는 못말려! 2【日：クレヨンしんちゃん！2】（1999年、Zio Interactive Entertainment Inc.・サムスン電子）
    - 짱구는 못말려 3 돌아온 짱구【日：クレヨンしんちゃん3 帰って来たしんちゃん】（2000年、SIRIA Entertainment・サムスン電子）
    - 짱구는 못말려 4 부리부리왕국의 비밀【日：クレヨンしんちゃん4 ブリブリ王国の秘密】（2001年、HQ team・サムスン電子、Joyon）
    - 짱구는 못말려 5 짱구가 줄었어요!!【日：クレヨンしんちゃん5 しんちゃんが小っちゃくなった！！】（2002年1月、KCTメディア・サムスン電子）
    - 짱구는 못말려! 6 원시소년짱구【日：クレヨンしんちゃん！6 原始少年しんちゃん】（2002年10月、KCTメディア・サムスン電子）
    - 짱구는 못말려! 7 흰둥이 구출작전【日：クレヨンしんちゃん！7 シロ救出作戦】（2003年12月、DesignLeader）
    - 짱구스프링스（発売年度不明、아레스소프트、パソコンオンラインゲーム、現在はサービス終了）[404]
- アーケードゲーム
  - クイズ クレヨンしんちゃん（1993年8月、タイトー）
  - クレヨンしんちゃん オラと遊ぼ（1993年12月、タイトー）
  - クレヨンしんちゃん どこ行くの？（1993年、タイトー）
  - キャラメダルアイランド クレヨンしんちゃん 嵐を呼ぶ! すし取り大合戦（2006年9月、バンプレスト）
  - クレヨンしんちゃんオラといっしょにドタバタスタジアム（2023年12月12日、バンダイナムコ）
- ファミリーコンピュータ
  - クレヨンしんちゃん オラとポイポイ（1993年8月27日、バンダイ）
- メガドライブ
  - クレヨンしんちゃん 嵐を呼ぶ園児（1994年3月11日、マーバ）
- スーパーファミコン
  - クレヨンしんちゃん 嵐を呼ぶ園児（1993年7月30日、バンダイ）
  - クレヨンしんちゃん2 大魔王の逆襲（1994年5月27日、バンダイ）
- スーファミターボ
  - クレヨンしんちゃん 長ぐつドボン（1996年9月27日、バンダイ)
- プレイステーション
  - キッズステーション クレヨンしんちゃん オラとおもいでつくるゾ!（2001年11月29日、バンダイ）
- ゲームギア
  - クレヨンしんちゃん 対決!カンタムパニック!!（1995年2月24日、バンダイ）
- ゲームボーイ
  - クレヨンしんちゃん “オラとシロはお友達だよ”（1993年4月9日、バンダイ）
  - クレヨンしんちゃん2 “オラとわんぱくごっこだゾ”（1993年10月22日、バナレックス）
  - クレヨンしんちゃん3 オラのごきげんアスレチック（1994年3月26日、バンダイ）
  - クレヨンしんちゃん4 “オラのいたずら大変身”（1994年8月26日、バンダイ）
  - クレヨンしんちゃん オラのごきげんコレクション（1996年12月20日、バンダイ）
- 3DO
  - クレヨンしんちゃん パズル大魔王の謎（1995年3月10日、バンダイ）
- ゲームボーイアドバンス
  - クレヨンしんちゃん 嵐を呼ぶ シネマランドの大冒険!（2004年4月16日、バンプレスト）
  - クレヨンしんちゃん 伝説を呼ぶ オマケの都ショックガーン!（2006年3月23日、バンプレスト）
- Wii
  - クレヨンしんちゃん 最強家族カスカベキング うぃ〜（2006年12月2日、バンプレスト）
- ニンテンドーDS
  - クレヨンしんちゃんDS 嵐を呼ぶ ぬってクレヨ〜ン大作戦!（2007年3月21日、バンプレスト）
  - クレヨンしんちゃん 嵐を呼ぶ シネマランド カチンコガチンコ大活劇!（2008年3月20日、バンプレスト）
  - クレヨンしんちゃん 嵐を呼ぶ ねんどろろ〜ん大変身!（2009年3月19日、バンダイナムコゲームス）
  - クレヨンしんちゃん おバカ大忍伝 すすめ!カスカベ忍者隊!（2010年3月18日、バンダイナムコゲームス）
  - クレヨンしんちゃん ショックガ〜ン! 伝説を呼ぶオマケ大ケッ戦!!（2010年12月2日、バンダイナムコゲームス）
- ニンテンドー3DS
  - クレヨンしんちゃん 宇宙DEアチョー!? 友情のおバカラテ!!（2011年12月1日、バンダイナムコゲームス）
  - クレヨンしんちゃん 嵐を呼ぶ カスカベ映画スターズ!（2014年4月10日、バンダイナムコゲームス）
  - クレヨンしんちゃん 激アツ! おでんわ〜るど大コン乱!!（2017年11月30日、フリュー）
- Nintendo Switch
  - クレヨンしんちゃん 嵐を呼ぶ 炎のカスカベランナー!!（2020年3月19日、ブシロード）
  - クレヨンしんちゃん 「オラと博士の夏休み」〜おわらない七日間の旅〜（2021年7月15日、ネオス）
  - クレヨンしんちゃん 「炭の町のシロ」（2024年2月22日、ネオス）
- steam
  - クレヨンしんちゃん 「オラと博士の夏休み」〜おわらない七日間の旅〜（2022年8月31日、ネオス）
  - クレヨンしんちゃん 嵐を呼ぶ 炎のカスカベランナー!!（2022年10月18日、ブシロード）
- PlayStation 4
  - クレヨンしんちゃん 「オラと博士の夏休み」〜おわらない七日間の旅〜（2023年1月26日、ネオス）
- mobage
  - クレヨンしんちゃん 恋する47（フォーティーセブン）（2011年4月5日、ロックワークス）
  - クレヨンしんちゃん シネマDEカード!（2011年11月9日、バンダイナムコゲームス）
- Android端末・iOS端末
  - クレヨンしんちゃん 嵐を呼ぶ 炎のカスカベランナー!!（Android版：2014年4月25日、iOS版：2014年5月25日、ブシモ）
    - 2024年6月30日サービス終了[405]

  - クレヨンしんちゃん〜空飛ぶ！カスカベ大冒険〜（Android版・iOS版：2014年12月11日、浅草ゲームズ）
    - 2015年11月29日サービス終了

  - クレヨンしんちゃん UFOパニック!走れカスカベ防衛隊!!（Android版:2015年3月31日、iOS版:2015年4月6日、ネクソン）
    - 2015年11月11日サービス終了

  - クレヨンしんちゃん 夢みる!カスカベ大合戦!!（Android版:2015年4月14日、iOS版:2015年4月16日、ネクソン→浅草ゲームズ→FREAir）
    - 2020年1月サービス終了。その後、FREAirが2023年10月12日に配信開始した[406]。

  - Shin Chan Kasukabe's Challenge（Android版・iOS版：2015年1月26日、Luk Internacional・Manduka Games・DoBCN）
  - クレヨンしんちゃん 一致団ケツ! かすかべシティ大開発（Android版・iOS版：2017年4月27日、ブシモ→ポッピンゲームズジャパン）
  - クレヨンしんちゃん お手伝い大作戦（Android版・iOS版：2017年3月1日（dキッズ版）、2017年7月30日（各ストア）、ネオス）
  - クレヨンしんちゃん ちょ～嵐を呼ぶ 炎のカスカベランナー!! Z（Android版・iOS版：2020年3月26日、ブシロード）
    - 2024年6月30日サービス終了[405]

  - クレヨンしんちゃん カスカベンジャーハント ～オラたちのお宝探し～（Android版・iOS版：2025年1月23日）
  - Roblox（のアプリ内にて『クレヨンしんちゃんアドベンチャーパーク オラのぶりぶり大合戦』、Android版・iOS版：2025年2月7日）
- ブラウザゲーム
  - クレヨンしんちゃん オラのすごろく大作戦　(事前登録中/未リリース、CTW)
- キッズコンピュータ・ピコ
  - クレヨンしんちゃんのオラといっしょにあそぼうよ!（1994年頃、バンダイ）
  - クレヨンしんちゃんのおえかきノート（1995年頃、バンダイ）
- CROSSO
  - クレヨンしんちゃんオラとカラオケ大パニック（2010年4月12日、エクシング）
- リアル脱出ゲーム
  - クレヨンしんちゃん ふたば幼稚園改造計画からの脱出（全国7都市、2021年4月23日より順次開始・同年10月10日までに順次終了、SCRAP）

## レジャー施設
兵庫県立淡路島公園に2017年7月15日にオープンしたレジャー施設「ニジゲンノモリ」の常設エリアとして、作品がモチーフとなった『クレヨンしんちゃんアドベンチャーパーク』が設けられている。常設の他にも、期間限定のエンターテイメント企画も度々設けられる。
- オープン時から常設[407]
  - 「アクション仮面」をモチーフにした巨大水鉄砲をくぐり抜けて滑空する水上ジップライン『チャレンジ！アクション仮面飛行隊！』
  - 「嵐を呼ぶ アッパレ！戦国大合戦」をモチーフにしたアスレチック『アッパレ！戦国大冒険！』
  - 「カンタム・ロボ」をモチーフとしたエアードームアトラクション『ふわふわ！カンタム・ロボ！』
  - 点在する人形たちをスマートフォンで撮影して集めてまわるラリーゲーム『オラと遊ぼう！ニジゲンノモリ！』
- 2020年7月18日から常設[408]
  - リアル謎解きゲーム『ニジゲンノモリに眠るお宝をさがせ！』
- 2022年9月10日から常設[409]
  - 「ふたば幼稚園」をモチーフとした迷路『ワクワク！かくれんぼ迷路inふたば幼稚園』

## スピンオフ作品
- SHIN-MEN（相庭健太作画）
- アクション仮面（西脇だっと作画）
- 野原ひろし 昼メシの流儀（塚原洋一作画）
- フリースタイルしんちゃん カスカベのラッパー（アニメのみ）

## 商標問題

### 中国
1997年、中国の企業数社が『クレヨンしんちゃん』の絵柄や中国語名「蜡笔小新（ラービィシャオシン）」で勝手に商標を登録したことで、双葉社は中国国内で「蜡笔小新」の商標名でのキャラクターグッズ販売ができず、「Shinchan」の商標名での販売を余儀なくされる問題が発生した。
2004年に双葉社が衣料品などのグッズを中国で販売したところ、公式商品にも拘らず、商標登録の影響で「コピー商品」として店頭から撤去される事態が発生した。2005年1月双葉社は、第三者の商標登録が有効であるとした行政の判断は間違っているとして、中国の行政を相手に北京で行政訴訟を起こしたが、2006年9月に中国の北京市第1中級人民法院は訴えを退けた。この判決を受け、双葉社は北京市高級人民法院に控訴したが、商標登録に関する行政訴訟については登録から5年を経過していることを理由に、北京市高級人民法院は2008年12月9日付けで最終的に双葉社の主張を退けて当該行政訴訟の終局判断を下し、双葉社側の敗訴が決定した。
なお、当初メディア各社は「双葉社は著作権を所持しているにもかかわらず、中国ではグッズを販売できない」と報じたが、双葉社はその報道は誤りであると発表した。
中国語名「蜡笔小新（ラービィシャオシン）」で商標を登録した中国の企業の1社は、双葉社との話し合いの席上にて、双葉社に対し 『この商標を譲渡する』 と双葉社へ申し出た。しかし「日本円で約14億円（一説には約20億円）で買い取れ」などの内容だったため双葉社は拒絶した。
この商標権侵害の問題を解決しようとせず、中国側は「蜡笔小新（ラービィシャオシン）」の商標を使用していたが、本作の著作権者が2004年に商標審査委員会に商標の取り消しを申請し、一度目の審査では申請が退けられたが二度目の審査の結果、3年間商標が使用されなかったとして2010年に商標取り消しが決定された。商標を有していた中国の衣料品会社はこの決定を不服として提訴したが、2012年、北京市第1中級人民法院によりその訴えは退けられた。
また、2012年に双葉社は上海・広州・江蘇の企業3社に対して著作権侵害の賠償金約106万元（日本円で約1325万円）の支払いを求める訴訟を起こし、3月23日に上海第1中級人民法院は3社のうち1社に対して双葉社へ30万元（日本円で約390万円）の賠償金支払いと権利侵害の停止を命じる判決を下した。

### 韓国
2008年、本作のキャラクター菓子を製造していたクラウン製菓が、後に製造を開始した(韓国)ロッテ製菓(現:ロッテ･ウェルフード)に対し訴訟を起こした。ただしこれはロッテ製品がクラウン製品によく似ていたことが理由であり、キャラクター使用権(クラウンは製造当時ライセンス料を支払っていたが交渉が決裂、高額を提示したロッテに権利が移動した。)に関しての問題ではない。
（詳細はクラウン製菓#ロッテとの確執を参照）。